# 豊根村
豊根村（とよねむら）は、愛知県の北東部に位置し、北設楽郡に属する村。愛知県で唯一人口が1000人以下の自治体である。

## 概要

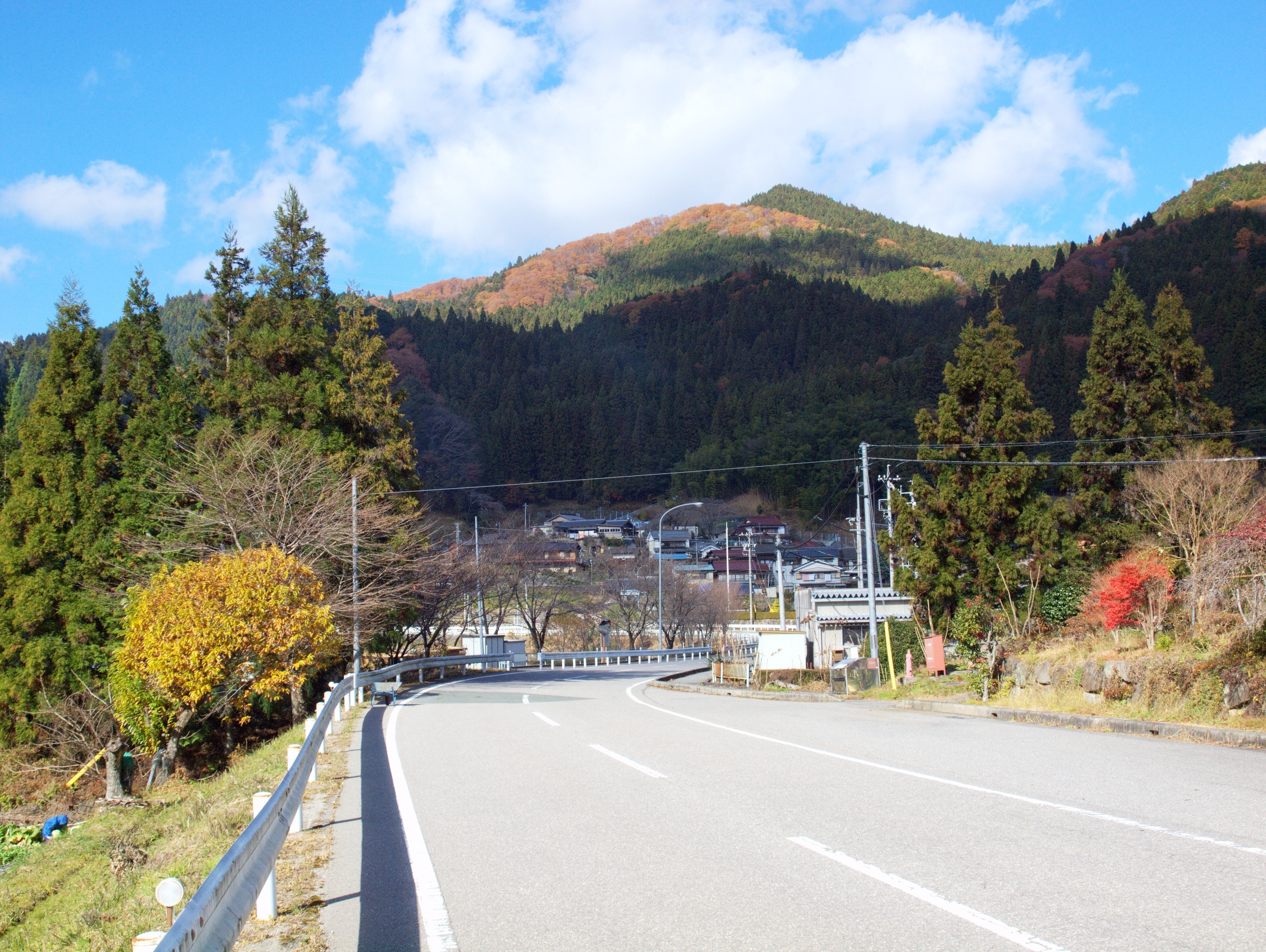
豊根村中心部

奥三河と呼ばれる東三河地方北部に位置し、長野県や静岡県と接する。16世紀までは賀茂郡（加茂郡）に属していた。愛知県で最も人口の少ない自治体。海部郡飛島村とともに愛知県に2つある村の一つ。

## 地理

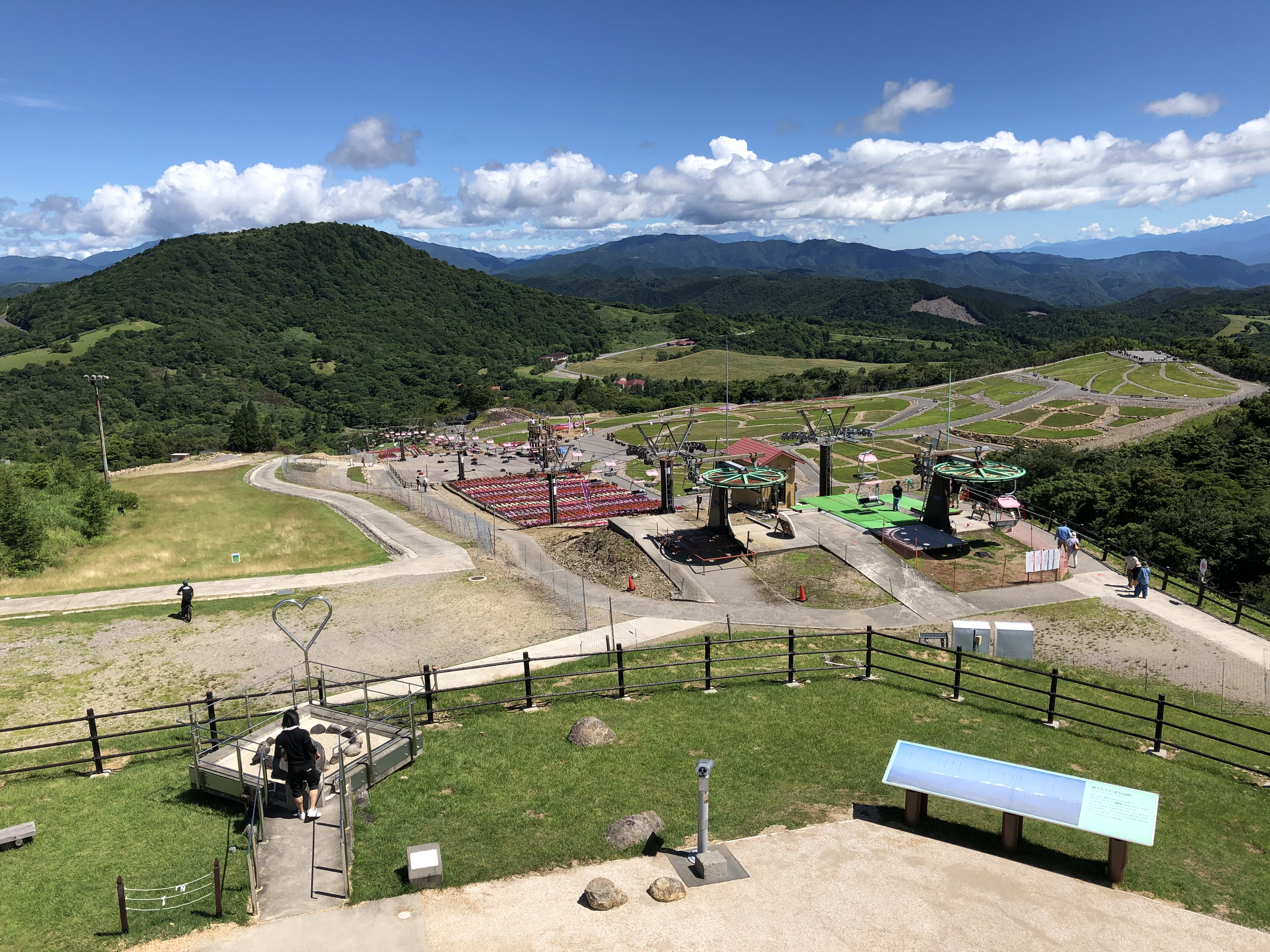
萩太郎山より見た茶臼山

### 位置
美濃三河高原に位置し、村域の9割以上が山地である。村内の茶臼山高原と大入渓谷が天竜奥三河国定公園に指定されている。
東部は佐久間湖（佐久間ダムのダム湖）が広がっている。愛知県最高峰の茶臼山（標高1,415m）は豊根村と長野県下伊那郡根羽村にまたがっており、豊根村側には茶臼山高原スキー場がある。

### 地形

#### 山地
主な山
- 茶臼山 - 愛知県最高峰1,416ｍ
- 萩太郎山 - 1,358ｍ
  - 茶臼山高原
- 砦山
- 日本ケ塚山
- 八嶽山

主な峠
- 新野峠

#### 河川
主な川
- 天竜川
  - 大入川 - 天竜川の支流。村内中心部を流れる。

### 地域

#### 村内の大字

豊根村地域（大字）図
（2023年〈令和5年〉9月現在）

- 古真立
- 三沢
- 下黒川
- 上黒川
- 坂宇場
- 富山

### 人口
| |                                        |  |
| 豊根村と全国の年齢別人口分布（2005年） | 豊根村の年齢・男女別人口分布（2005年） |  |
| ■紫色 ― 豊根村 ■緑色 ― 日本全国 | ■青色 ― 男性 ■赤色 ― 女性              |  |
| 豊根村（に相当する地域）の人口の推移 \| 1970年（昭和45年） \| 3,865人 \| \| \| 1975年（昭和50年） \| 2,308人 \| \| \| 1980年（昭和55年） \| 2,126人 \| \| \| 1985年（昭和60年） \| 1,933人 \| \| \| 1990年（平成2年） \| 1,813人 \| \| \| 1995年（平成7年） \| 1,722人 \| \| \| 2000年（平成12年） \| 1,629人 \| \| \| 2005年（平成17年） \| 1,517人 \| \| \| 2010年（平成22年） \| 1,336人 \| \| \| 2015年（平成27年） \| 1,135人 \| \| \| 2020年（令和2年） \| 1,017人 \| \| |                                        |  |
| 総務省統計局 国勢調査より |                                        |  |
| 1970年（昭和45年） | 3,865人                                |  |
| 1975年（昭和50年） | 2,308人                                |  |
| 1980年（昭和55年） | 2,126人                                |  |
| 1985年（昭和60年） | 1,933人                                |  |
| 1990年（平成2年） | 1,813人                                |  |
| 1995年（平成7年） | 1,722人                                |  |
| 2000年（平成12年） | 1,629人                                |  |
| 2005年（平成17年） | 1,517人                                |  |
| 2010年（平成22年） | 1,336人                                |  |
| 2015年（平成27年） | 1,135人                                |  |
| 2020年（令和2年） | 1,017人                                |  |

### 隣接自治体･行政区
愛知県
- 北設楽郡
  - 東栄町
  - 設楽町

 長野県
- 下伊那郡
  - 根羽村
  - 売木村
  - 天龍村
  - 阿南町

 静岡県
- 浜松市（天竜区）

## 歴史

### 中世
平安時代
平安時代に成立した足助荘は後宇多院領、のち八条院領、大覚寺統領となる。
南北朝時代
南朝の後醍醐天皇の孫尹良親王が、ここ足助荘奥郷に居館を設けたとの伝説があり、現在も茶臼山高原の坂宇場に御所平という地名が残っている。
戦国時代
戦国時代には、松平清康に宇利城を落とされた熊谷実長の長男直安がこの地に逃れ、黒川城を築いたが、子は帰農した。

### 近世
江戸時代
江戸時代、村域はすべて天領であった。

### 沿革
明治
- 1876年（明治9年）：佐太、大谷、市原、河内の各村が合併し富山村となる。
- 1889年（明治22年）10月1日：北設楽郡三沢、上黒川、下黒川、古真立、坂宇場の各村が合併し豊根村となる。

昭和
- 1955年（昭和30年）：佐久間ダムの建設に伴って富山村の中心地区が水没することになり、村民の約3分の1が離村する。

平成
- 2005年（平成17年）11月27日：富山村を編入。大字富山を設定する。

| 郡          | 明治22年9月30日以前 | 明治22年9月30日以前 | 明治22年9月30日以前 | 明治22年10月1日 - 平成17年11月26日 | 平成17年11月27日 - 現在 |
| ----------- | ------------------- | ------------------- | ------------------- | ---------------------------------- | ----------------------- |
| 北 設 楽 郡 | 樫谷村              | 樫谷村              | 三沢村              | 豊根村                             | 豊根村                  |
| 北 設 楽 郡 | 粟世村              |                     | 三沢村              | 豊根村                             | 豊根村                  |
| 北 設 楽 郡 | 兎鹿島村            | 兎鹿島村            | 上黒川村            | 豊根村                             | 豊根村                  |
| 北 設 楽 郡 | 老平村              |                     | 上黒川村            | 豊根村                             | 豊根村                  |
| 北 設 楽 郡 | 大沢村              |                     | 上黒川村            | 豊根村                             | 豊根村                  |
| 北 設 楽 郡 | 小谷下村            | 古真立村            | 古真立村            | 豊根村                             | 豊根村                  |
| 北 設 楽 郡 | 間袋村              | 古真立村            | 古真立村            | 豊根村                             | 豊根村                  |
| 北 設 楽 郡 | 大立村              | 古真立村            | 古真立村            | 豊根村                             | 豊根村                  |
| 北 設 楽 郡 | 溝淵村              | 溝淵村              | 下黒川村            | 豊根村                             | 豊根村                  |
| 北 設 楽 郡 | 中久名村            |                     | 下黒川村            | 豊根村                             | 豊根村                  |
| 北 設 楽 郡 | 小造村              |                     | 下黒川村            | 豊根村                             | 豊根村                  |
| 北 設 楽 郡 | 坂場村              | 坂宇場村            | 坂宇場村            | 豊根村                             | 豊根村                  |
| 北 設 楽 郡 | 川宇連村            | 坂宇場村            | 坂宇場村            | 豊根村                             | 豊根村                  |
| 北 設 楽 郡 | 佐太村              | 富山村              | 富山村              | 富山村                             | 豊根村                  |
| 北 設 楽 郡 | 大谷村              | 富山村              | 富山村              | 富山村                             | 豊根村                  |
| 北 設 楽 郡 | 市原村              | 富山村              | 富山村              | 富山村                             | 豊根村                  |
| 北 設 楽 郡 | 河内村              | 富山村              | 富山村              | 富山村                             | 豊根村                  |

## 施設

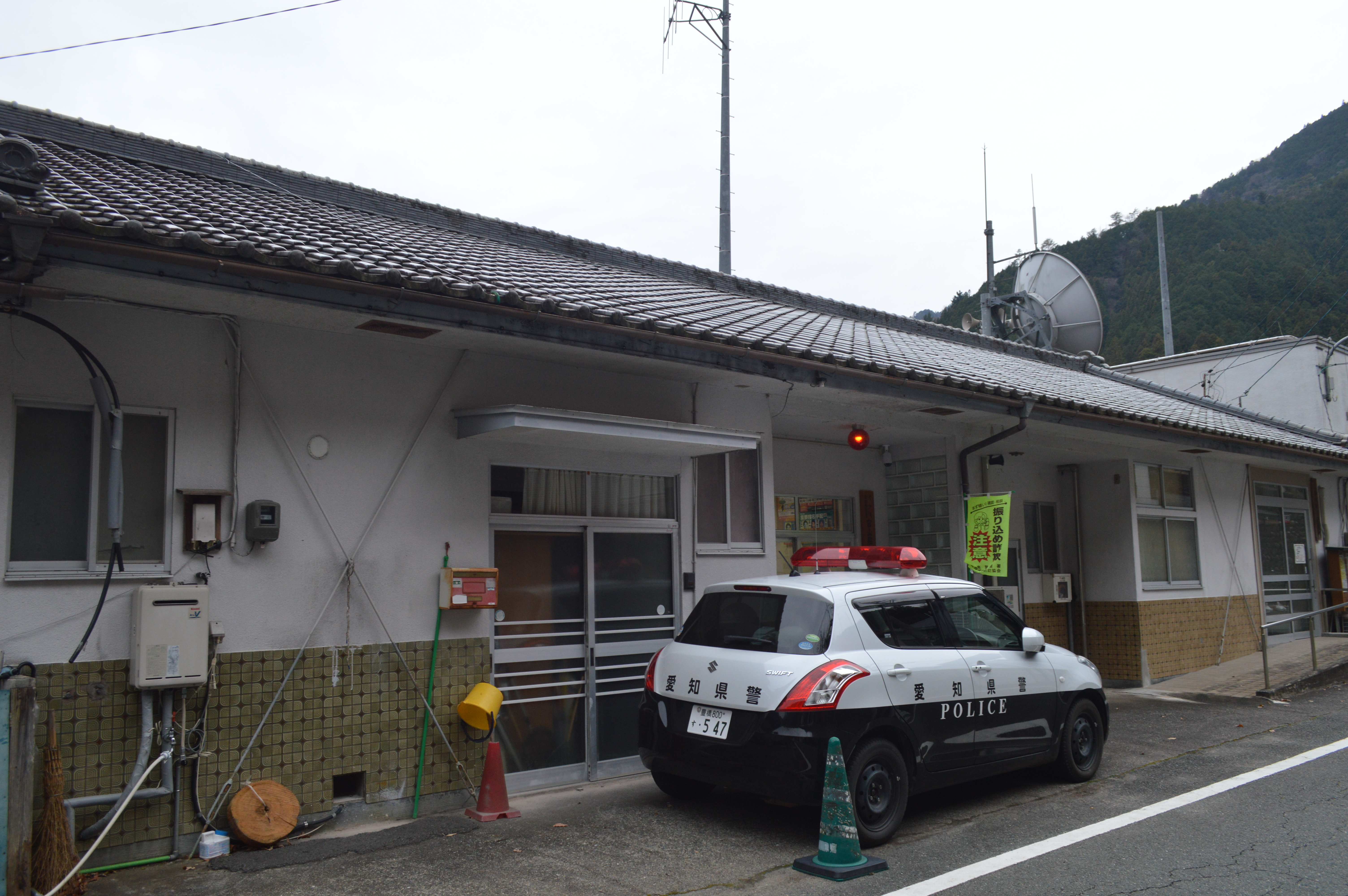
設楽警察署富山駐在所

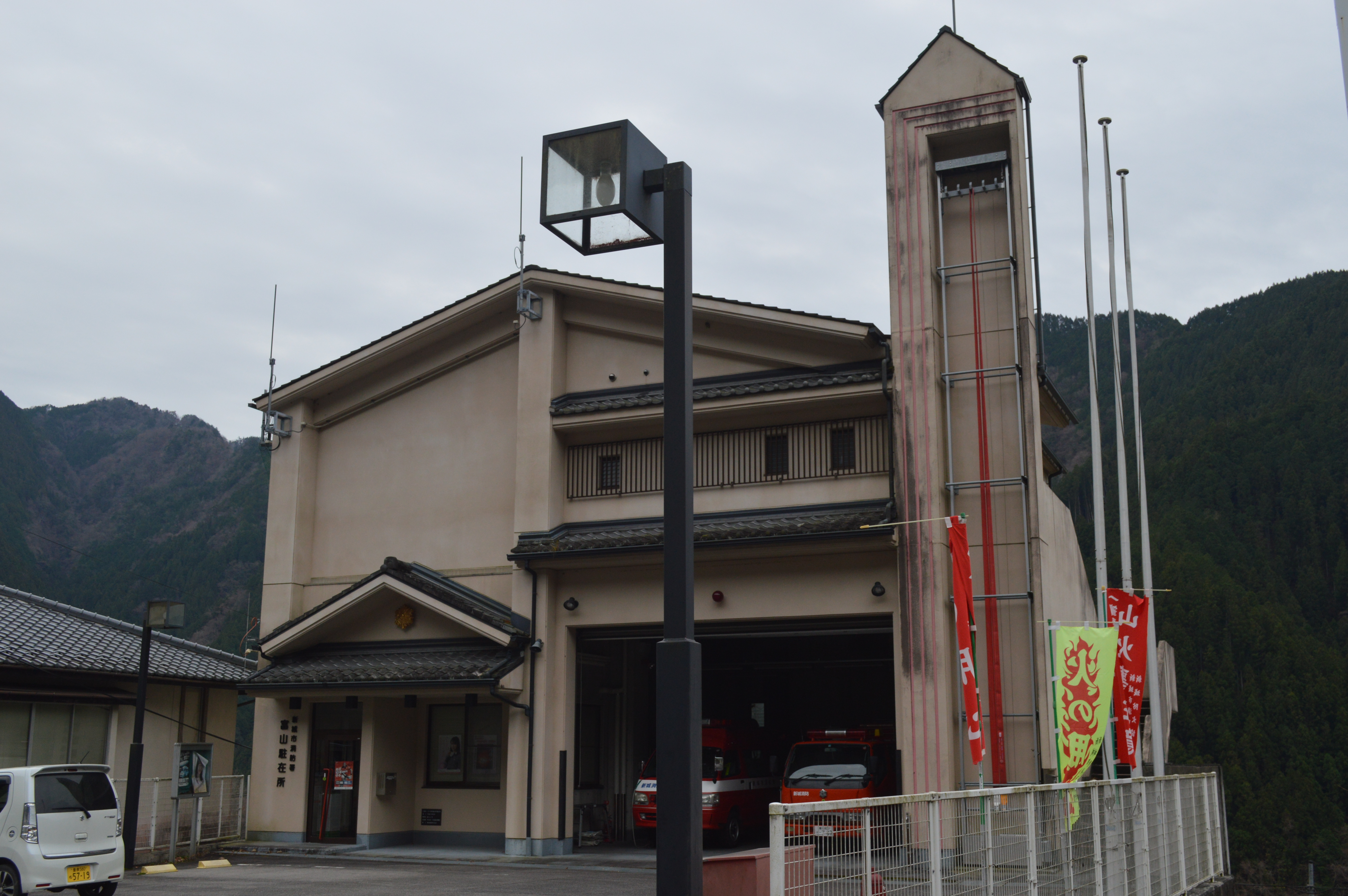
新城市消防署富山駐在所

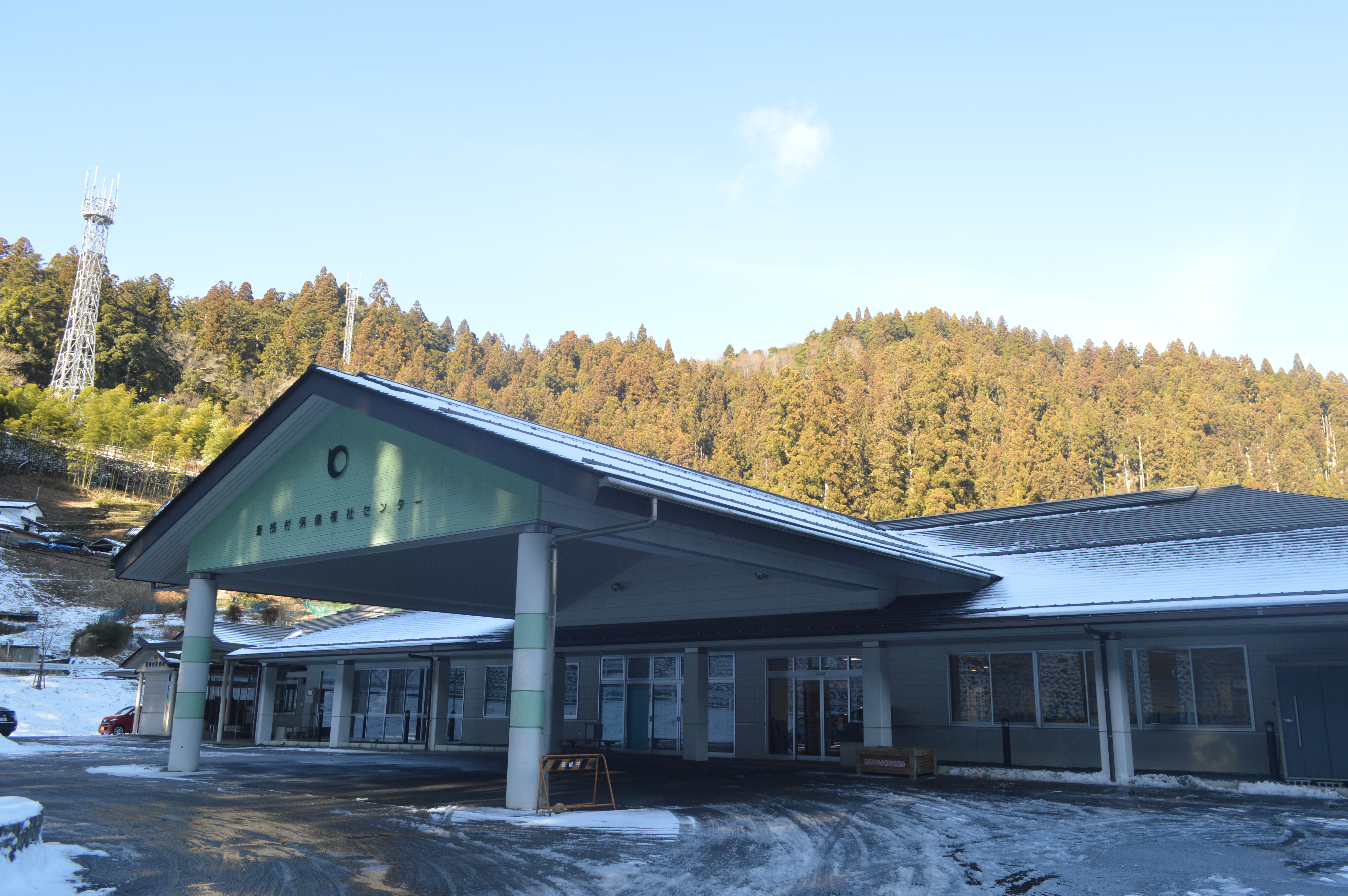
豊根村保健福祉センター

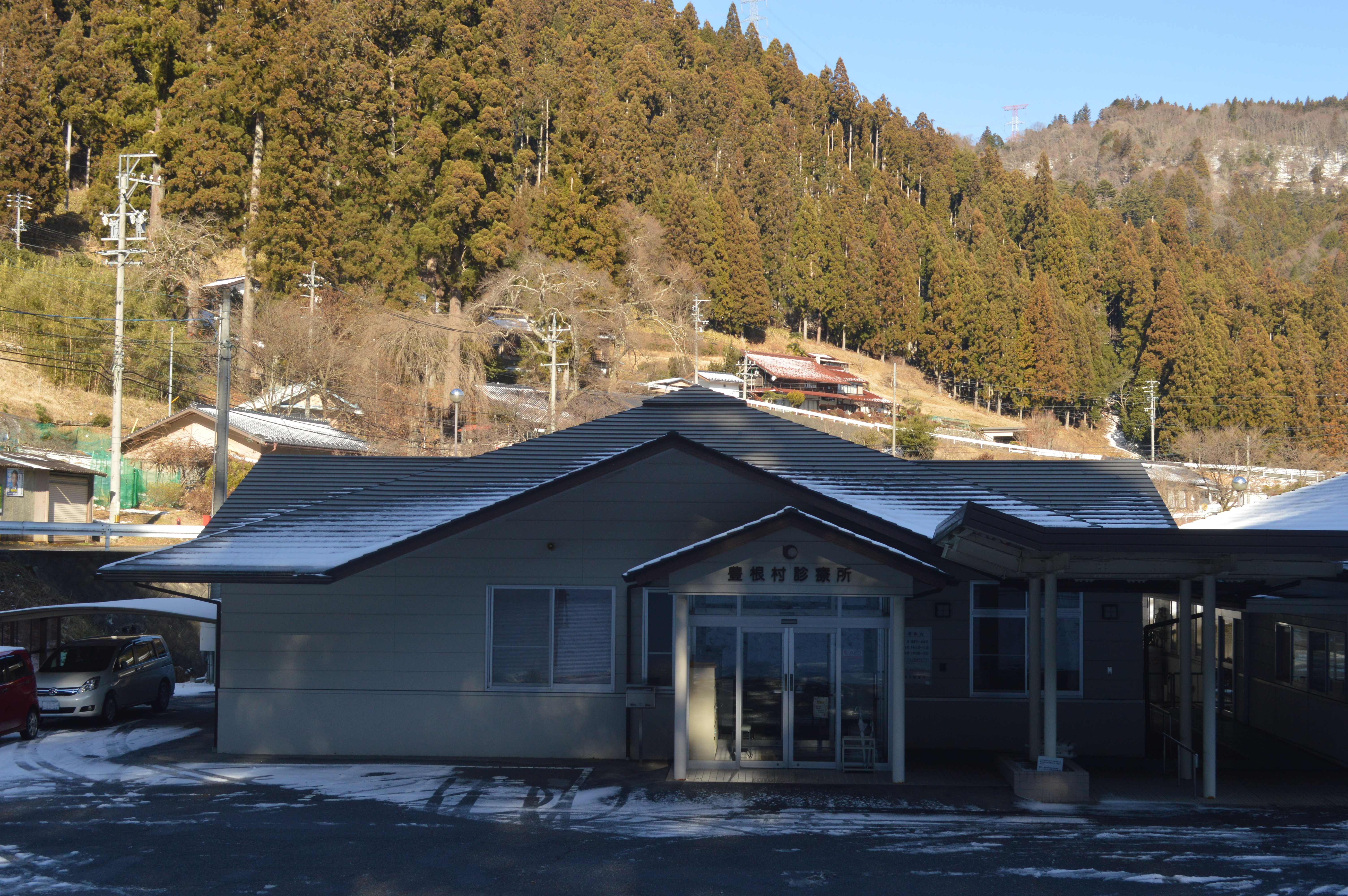
豊根村診療所

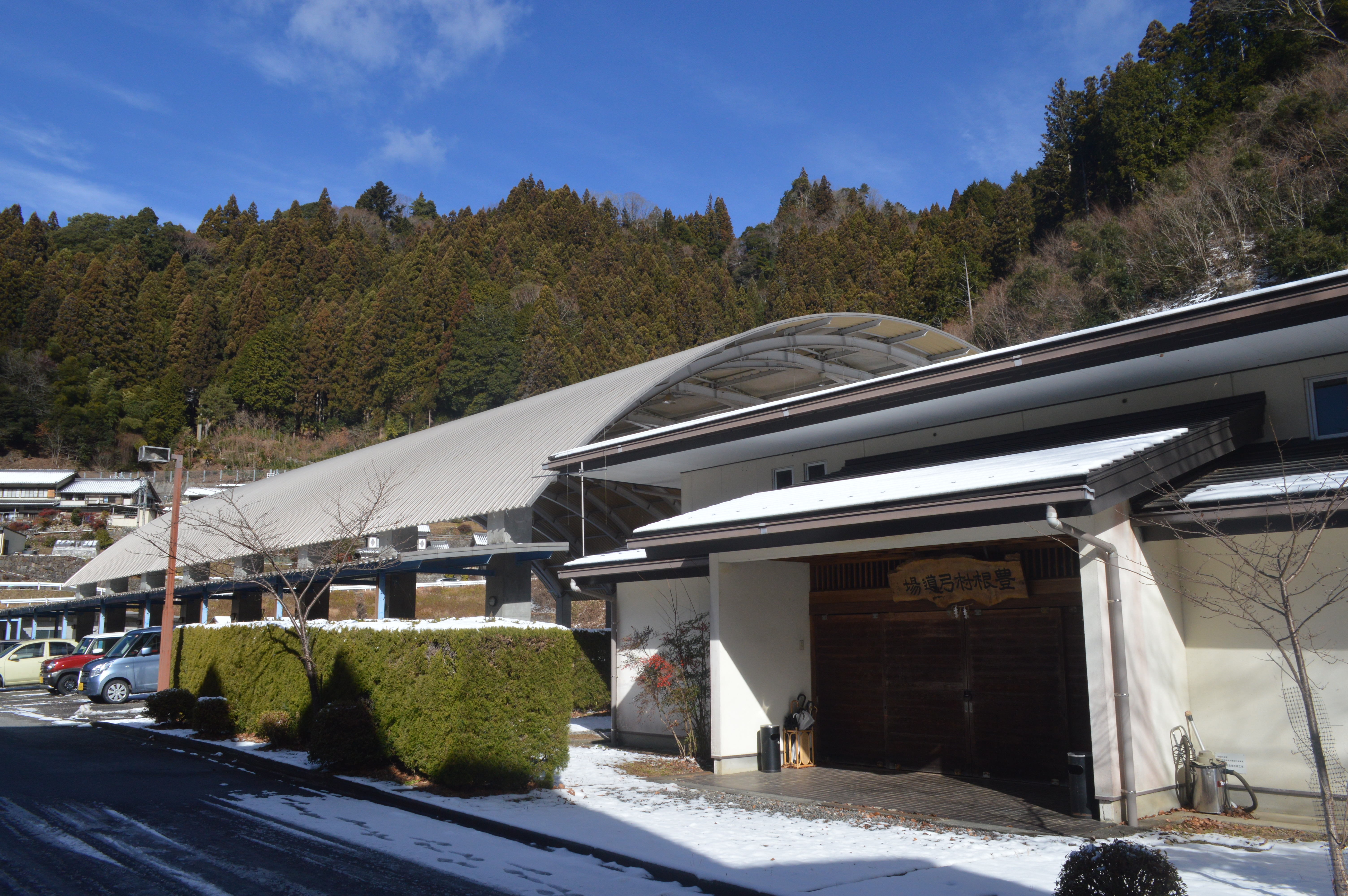
豊根村弓道場
とよねドーム

### 警察
警察署
- 愛知県警察 設楽警察署

駐在所
- 坂宇場警察官駐在所（北設楽郡豊根村坂宇場）
- 下黒川警察官駐在所（北設楽郡豊根村下黒川）
- 富山警察官駐在所（北設楽郡豊根村富山）

### 消防
本部
- 新城市消防本部

出張所
- 新城市消防署豊根出張所（北設楽郡豊根村下黒川字蕨平2）

かつて富山地区に新城市消防署富山駐在所（北設楽郡豊根村富山字大谷下31）が存在したが、令和3年9月30日をもって廃止された。

### 医療
主な医療施設
- 豊根村保健福祉センター
- 豊根村診療所
- 富山診療所

### 郵便局
村内の大半の地域は豊橋市にある豊橋南郵便局（郵便番号が44から始まる）を地域区分局とし、集配局は新城郵便局（新城市、実際に集配を担当するのは豊根郵便局・豊根旧集配センター）であるが、富山地区のみ浜松市中央区にある浜松西郵便局（郵便番号が43から始まる）を地域区分局としており、集配局も天竜郵便局（浜松市天竜区、実際に集配を担当するのは水窪郵便局・水窪旧集配センター）である。
主な郵便局

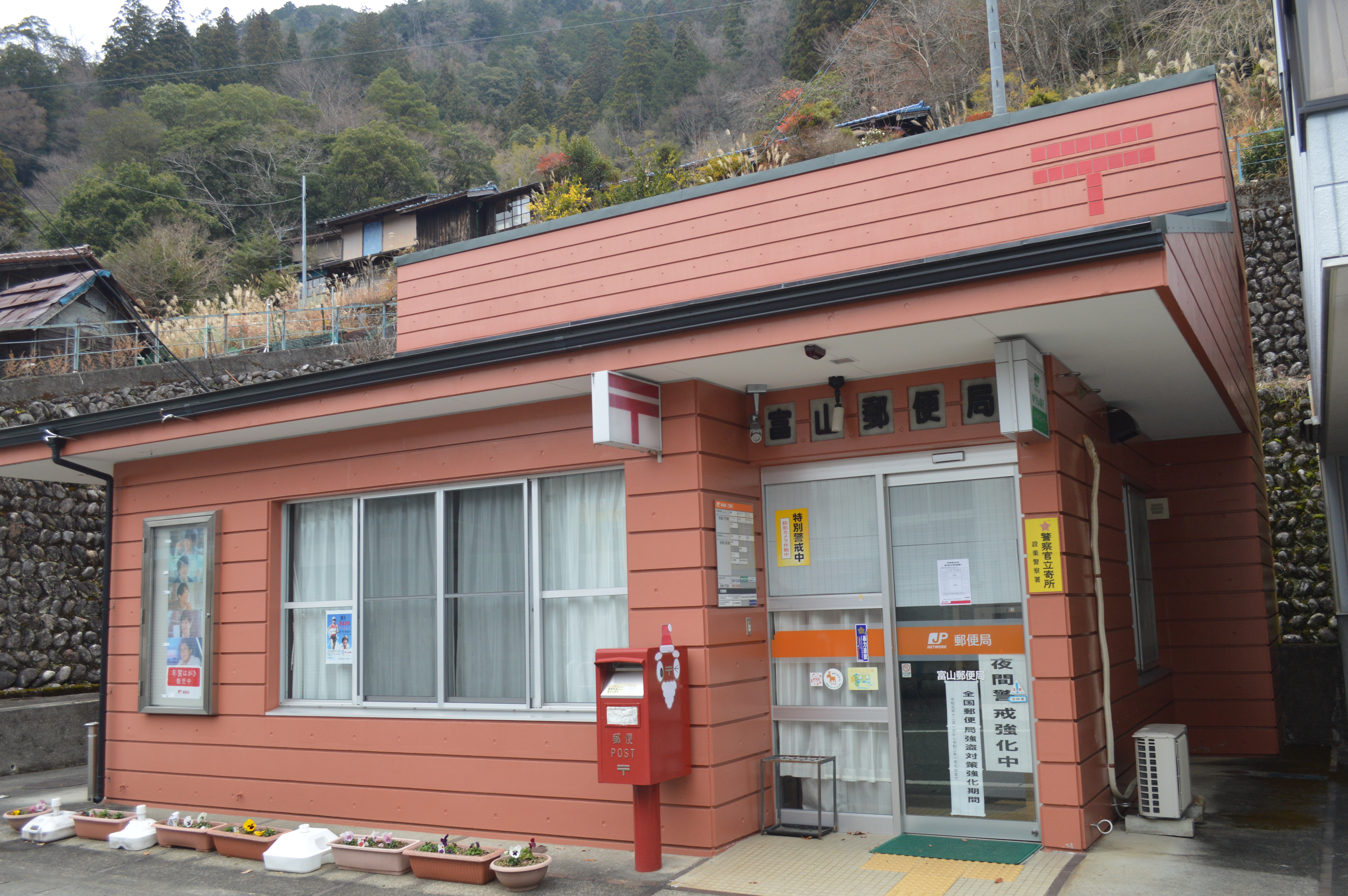
富山郵便局
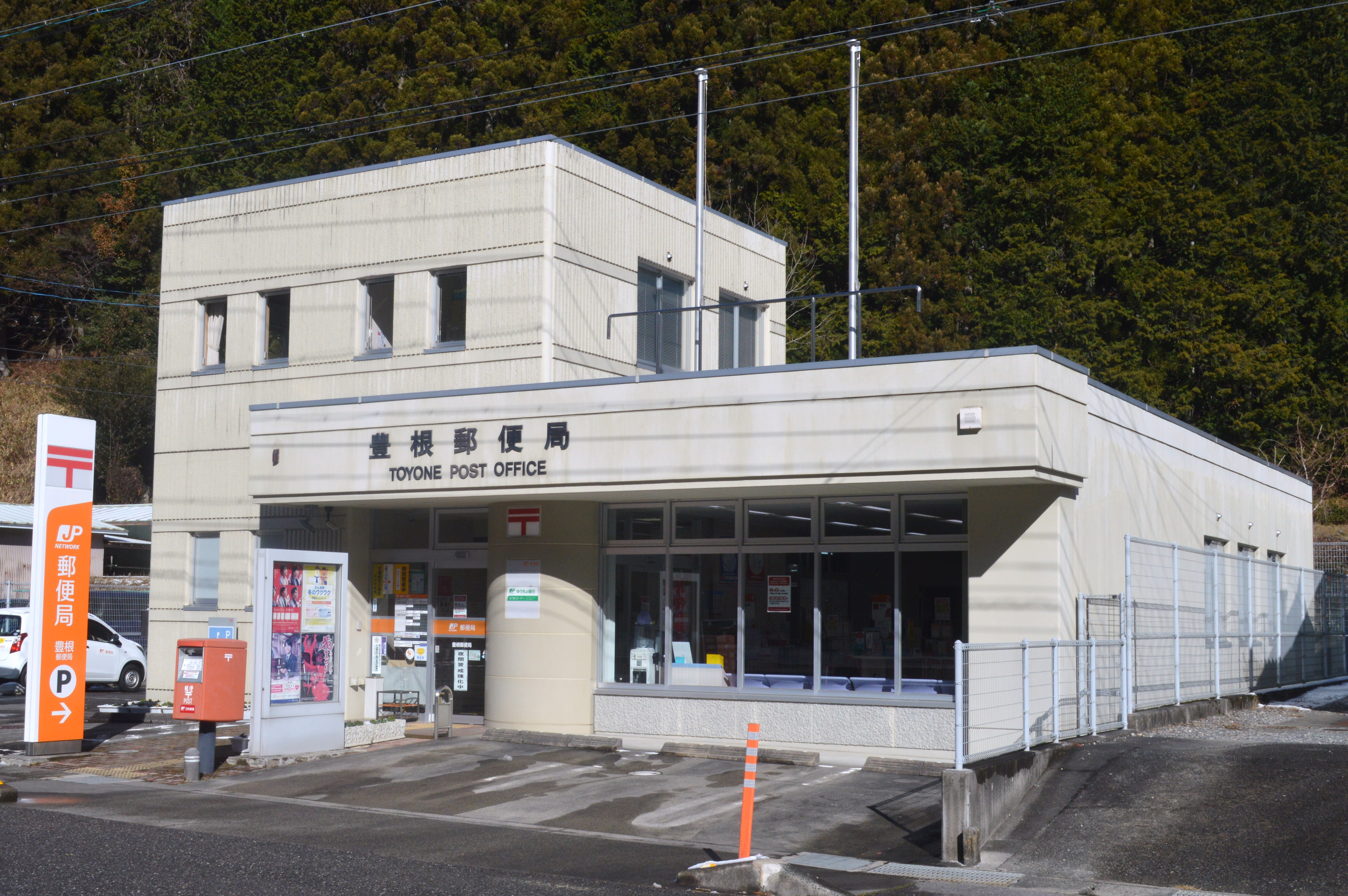
豊根郵便局

- 富山郵便局
- 豊根郵便局

### 文化施設
美術館
- 茶臼山 高原の美術館

生涯学習施設
- とよね文化広場
  - 豊根村ふれあい会館

### 運動施設
- 豊根村弓道場
- とよねドーム

## 対外関係

### 姉妹都市・提携都市

#### 海外
フレンドシップ相手国
2005年に開催された愛知万博で、愛知県内の市町村（名古屋市を除く）が120の万博公式参加国をそれぞれ「一市町村一国フレンドシップ事業」としてフレンドシップ相手国として迎え入れた。
- キルギス共和国
- サウジアラビア王国

#### 国内
友好都市
- 豊明市（中部地方 愛知県）
1977年（昭和52年）11月3日 友好都市提携
- 飛島村（中部地方 愛知県 海部郡）
2016年（平成28年）1月19日 友好都市提携[2]

## 経済

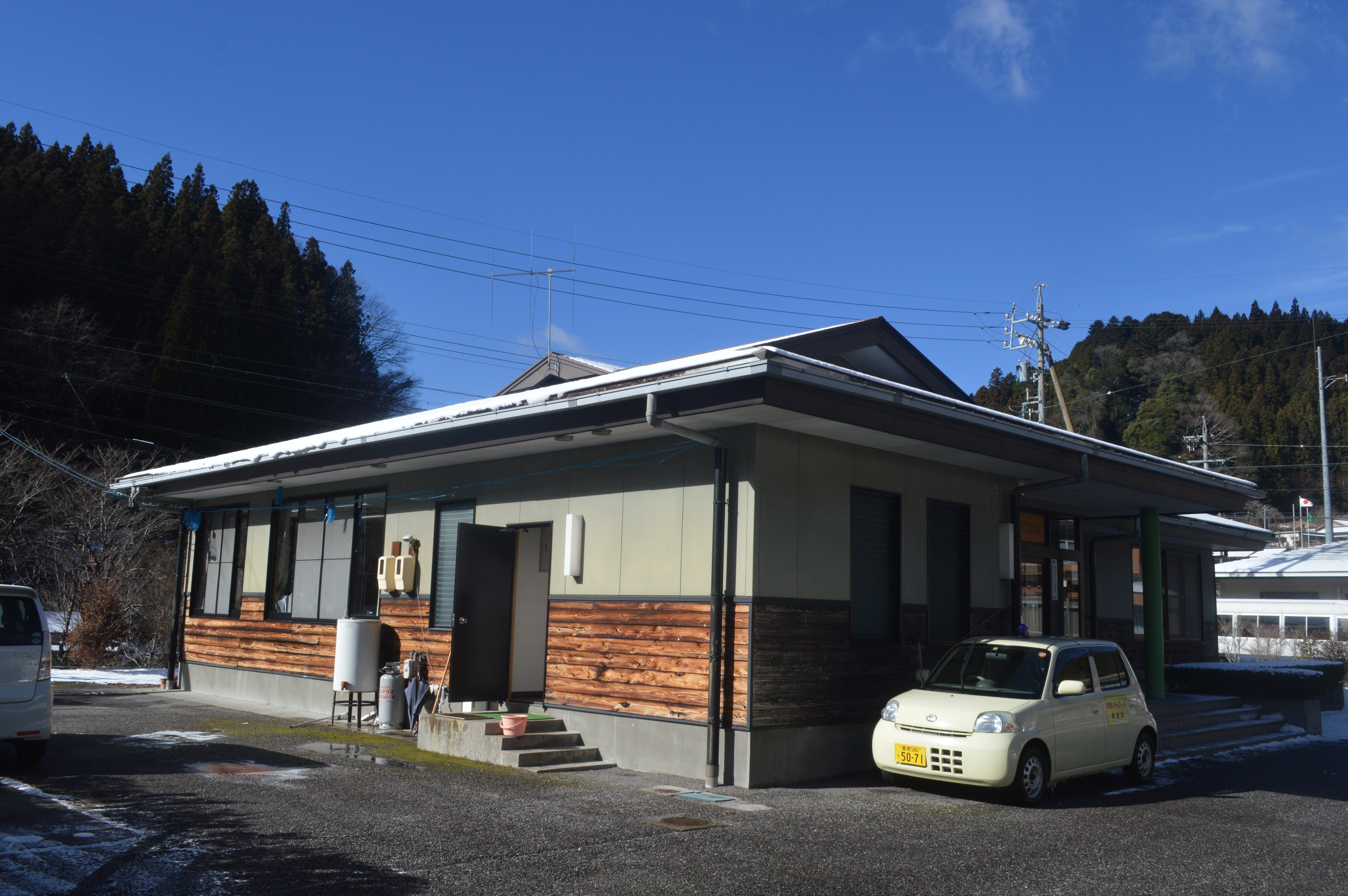
豊根村商工会館

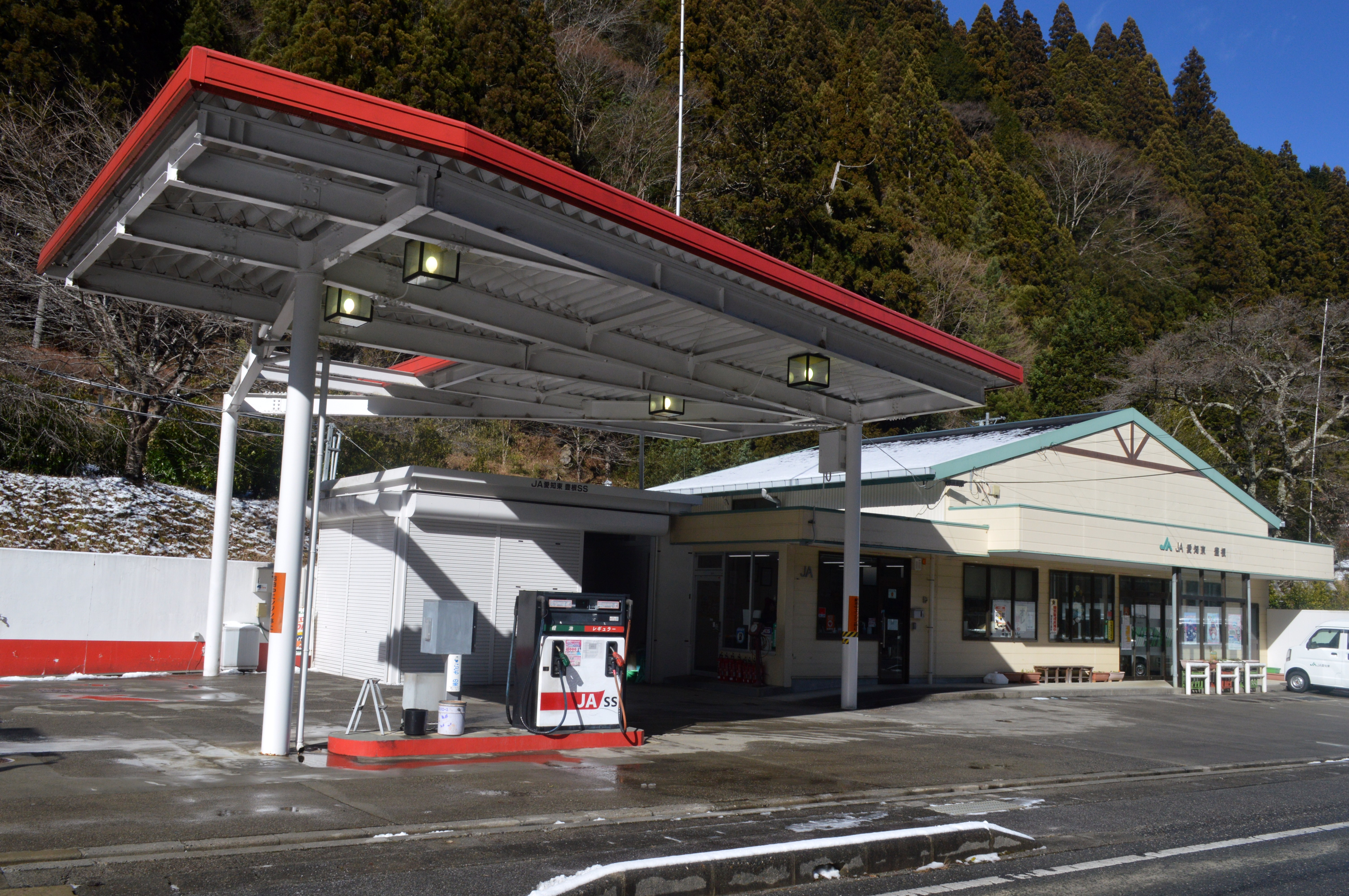
JA愛知東豊根店

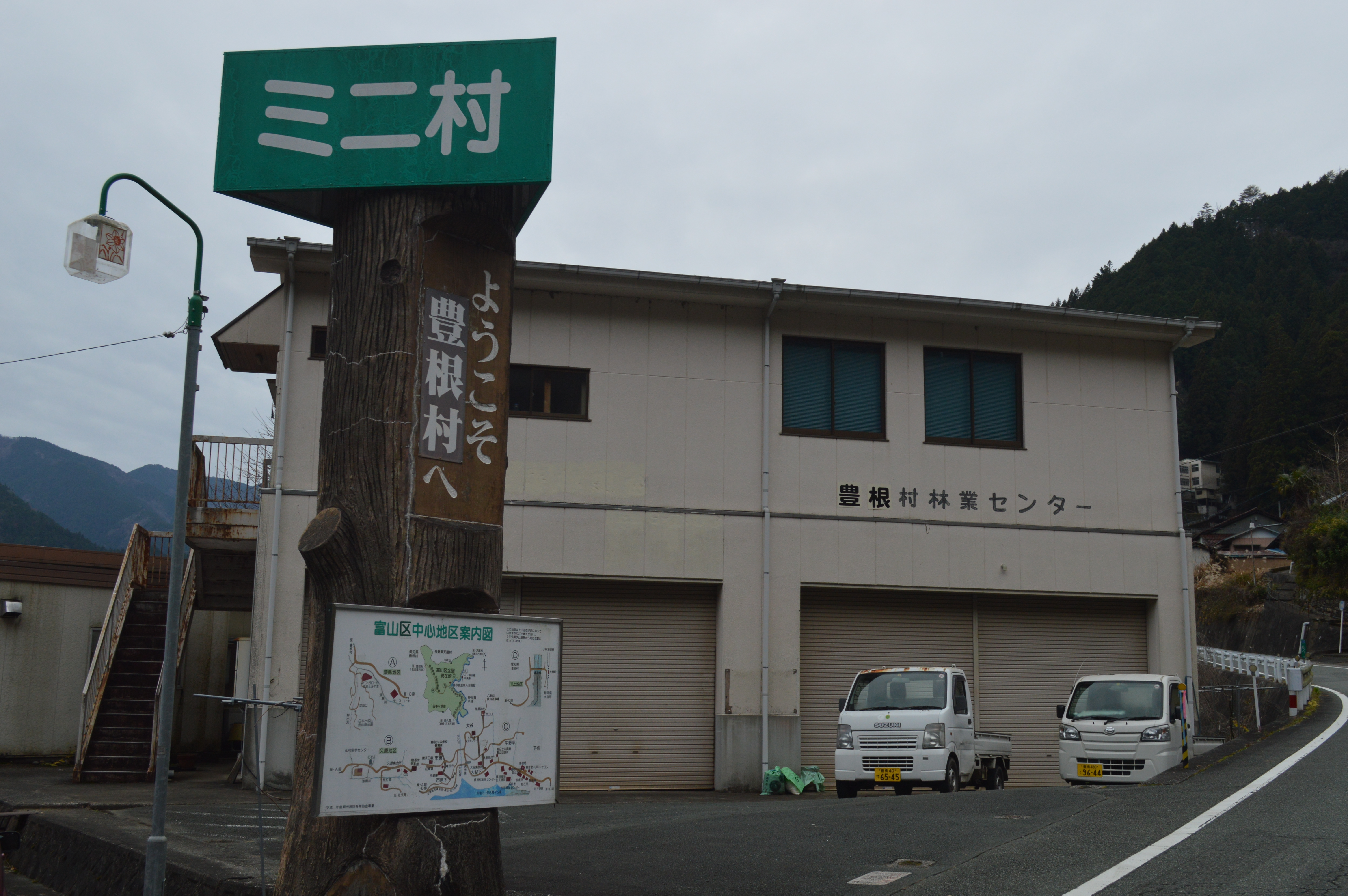
豊根村林業センター

### 第一次産業

#### 農業
農業協同組合（JA）
- 愛知東農業協同組合（JA愛知東）
  - JA愛知東豊根店

#### 林業
森林組合
- 豊根村林業センター

### 第三次産業

#### 観光業
- 茶臼山高原

### 金融機関
銀行
全国でも数少ない、ゆうちょ銀行代理店としての郵便局以外の民間金融機関が存在しない自治体である。かつては石堂地区に磐田信用金庫の代理店が置かれていた。指定金融機関は豊川信用金庫であるが、村役場に派出所（公金以外の取扱は行わない）とATMがあるだけで、支店・出張所はない。JAバンクは豊根出張所が存在するが、ATMがあるだけで、職員が扱う必要のある取引は隣接の設楽町の店舗への取次ぎ扱いである。

## 生活基盤

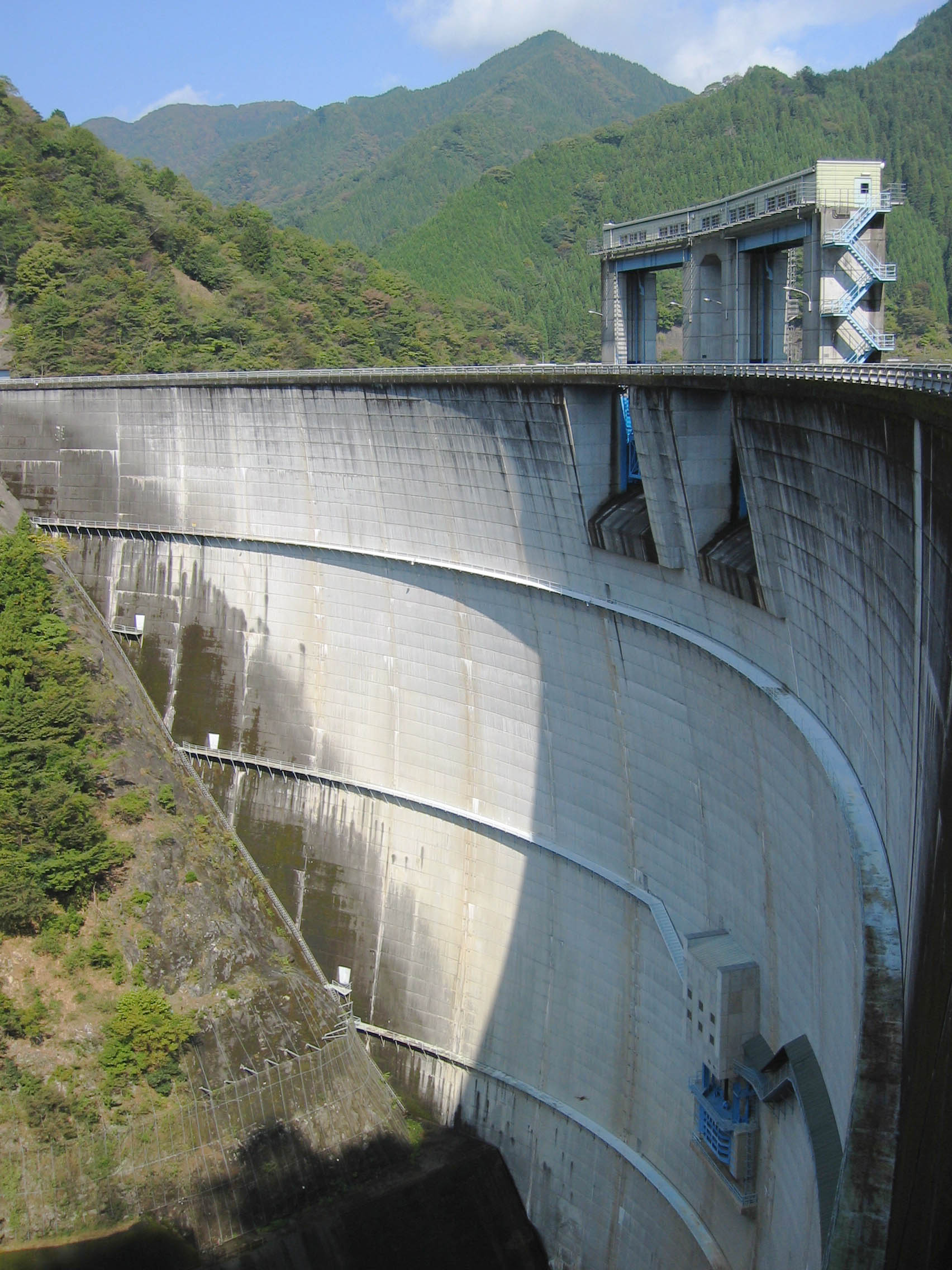
新豊根ダム

### ライフライン

#### 電力
- 中部電力パワーグリッド

発電所
村内東部、静岡県浜松市天竜区佐久間町との境を流れる天竜川には、1956年(昭和31年)に佐久間ダムが建設された。このダムは水力発電用であり発電所（佐久間発電所）が付随するが、発電所は静岡県側に立地している。村内にあるダムはもう一つあり、新豊根ダムという。1972年（昭和47年）に完成したこのダムは、佐久間ダム下流側で天竜川本流に合流する大千瀬川の支流大入川にある。
この佐久間ダム湖(佐久間湖)と新豊根ダム湖(みどり湖)の間で水を往来させ、揚水発電を行う発電所が村内天竜川河畔(豊根村古真立)にある。電源開発新豊根発電所で、1971年（昭和46年）に運転を開始し、最大112万5,000キロワットの電力を発生させる。
かつては大入川から取水する中部電力豊根発電所が天竜川河畔（古真立字湯ノ嶋）にあったが、新豊根ダムの完成に伴い1972年に廃止された。
一般供給
豊根村では中部電力パワーグリッドが電気を供給している。
旧富山村域での電気事業は富山村 (愛知県)#電気を参照
前述の豊根発電所は1918年（大正7年）に完成していたが、当初は静岡県にある久根鉱山の自家発電用であった。これを中京地方の大手電力会社東邦電力取得した後、1923年（大正12年）8月より豊根村への電気の供給が開始された。豊根村への供給は1939年（昭和14年）3月に東邦電力から中央電力へと譲渡され、続いて戦時下の配電統制により1942年（昭和17年）に中部配電へと統合、豊根村は同社の供給区域へと編入された。戦後の電気事業再編で1951年（昭和26年）に中部電力が発足すると同社の供給区域に組み入れられ、現在に至っている。

#### ガス
- 本村に都市ガスは供給されていないため、全世帯がプロパンガスを使用する。

#### 上下水道
- 愛知県企業庁

#### 電信
NTT西日本 NTTビジネスソリューションズ（NTT西日本-東海）
- 市外局番は0536（設楽MA）を使用する。
  - なお、同じ市外局番（0536）であっても、新城市とはMAが違うため、新城市に電話する場合は市外局番からダイヤルする必要がある。

## 教育・研究機関

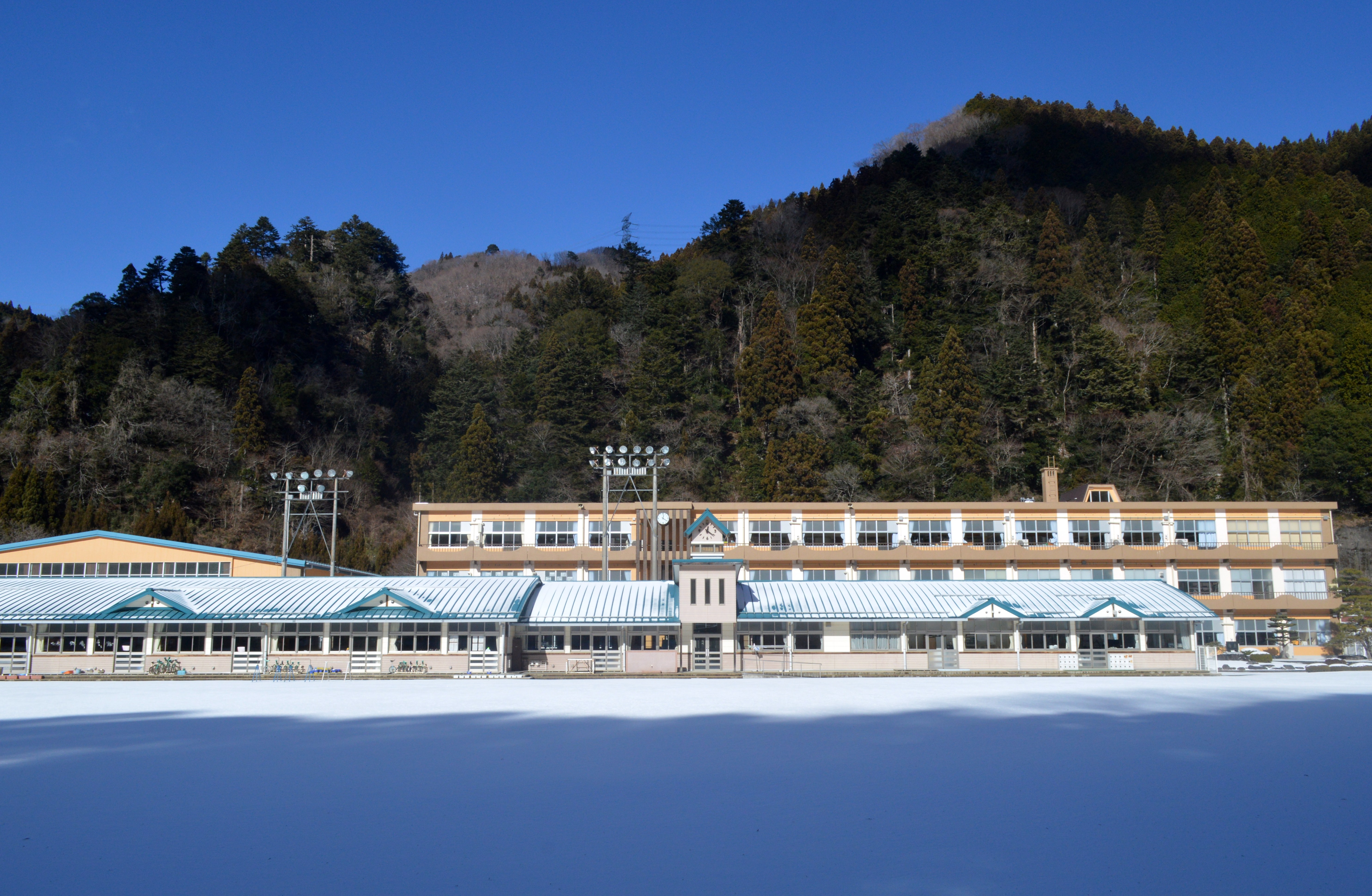
豊根村立豊根小学校（手前）と豊根村立豊根中学校（奥）

### 大学
村内に大学はないが、名城大学の豊根施設がある。

### 高等学校
村内に高校はない。北設楽郡設楽町の愛知県立田口高等学校や静岡県浜松市天竜区の静岡県立浜松湖北高等学校佐久間分校に通学する生徒がいる。田口高等学校は豊根中学校と連携して中高一貫教育を行っている。かつては北設楽郡東栄町にあった愛知県立新城東高等学校本郷校舎に通学する生徒もいたが、2006年には本郷校舎が生徒募集をやめ、2008年に閉校した。なお、豊橋市にある桜丘高等学校の山間学習施設がある。

### 中学校
村立
- 豊根村立豊根中学校

### 小学校
村立
- 豊根村立豊根小学校

### 幼児教育

#### 保育園
- 杉の子保育園

### 廃校
中学校
- 豊根村立富山中学校（2015年3月に閉校[7][8]）

小学校
- 豊根村立三沢小学校（2005年に閉校）
- 豊根村立坂宇場小学校（2005年に閉校）
- 豊根村立富山小学校（2015年3月に閉校[7][8]）

### 研究施設
- 愛知県畜産総合センター茶臼山高原牧場

## 交通

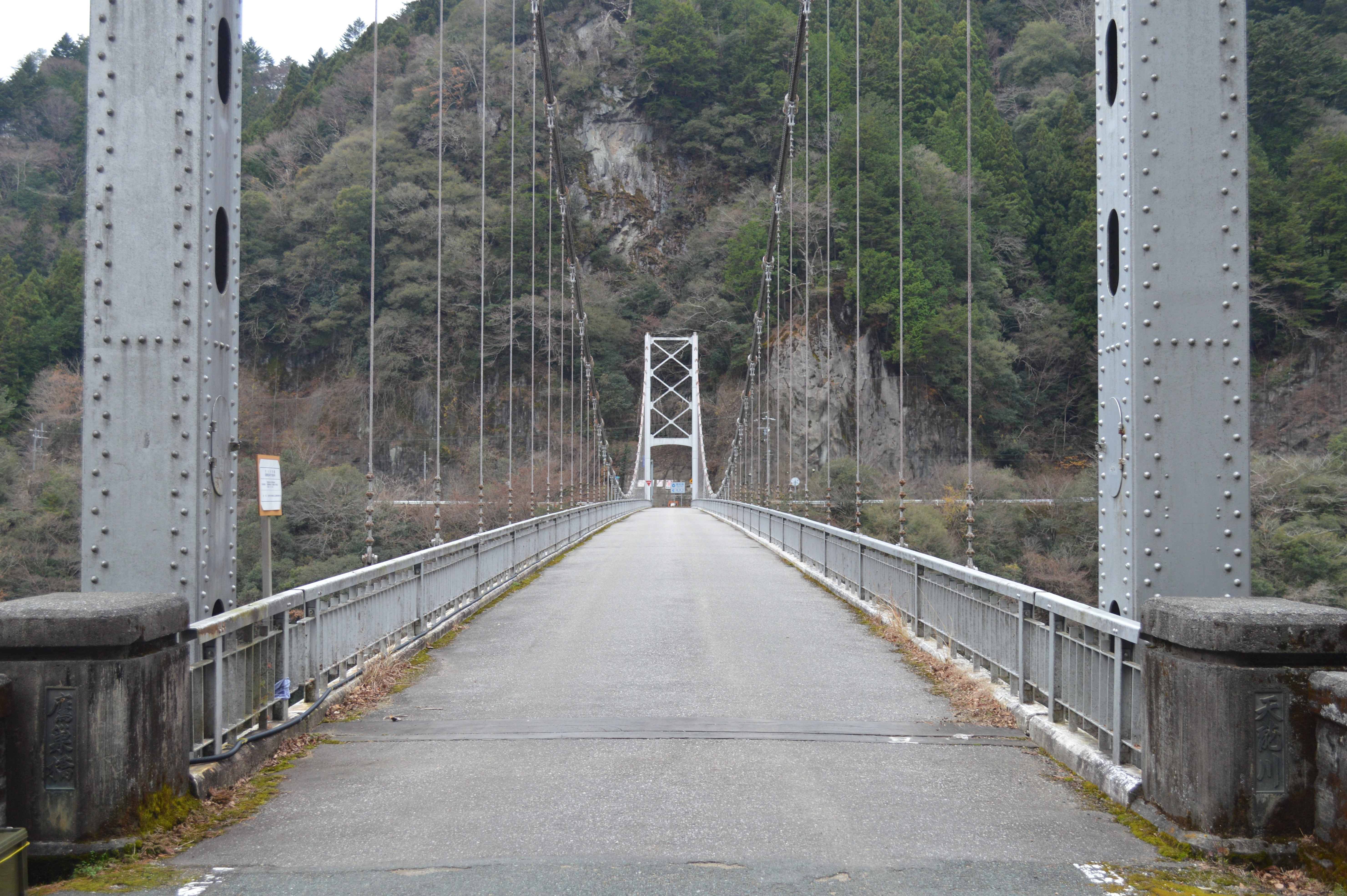
鷹巣橋

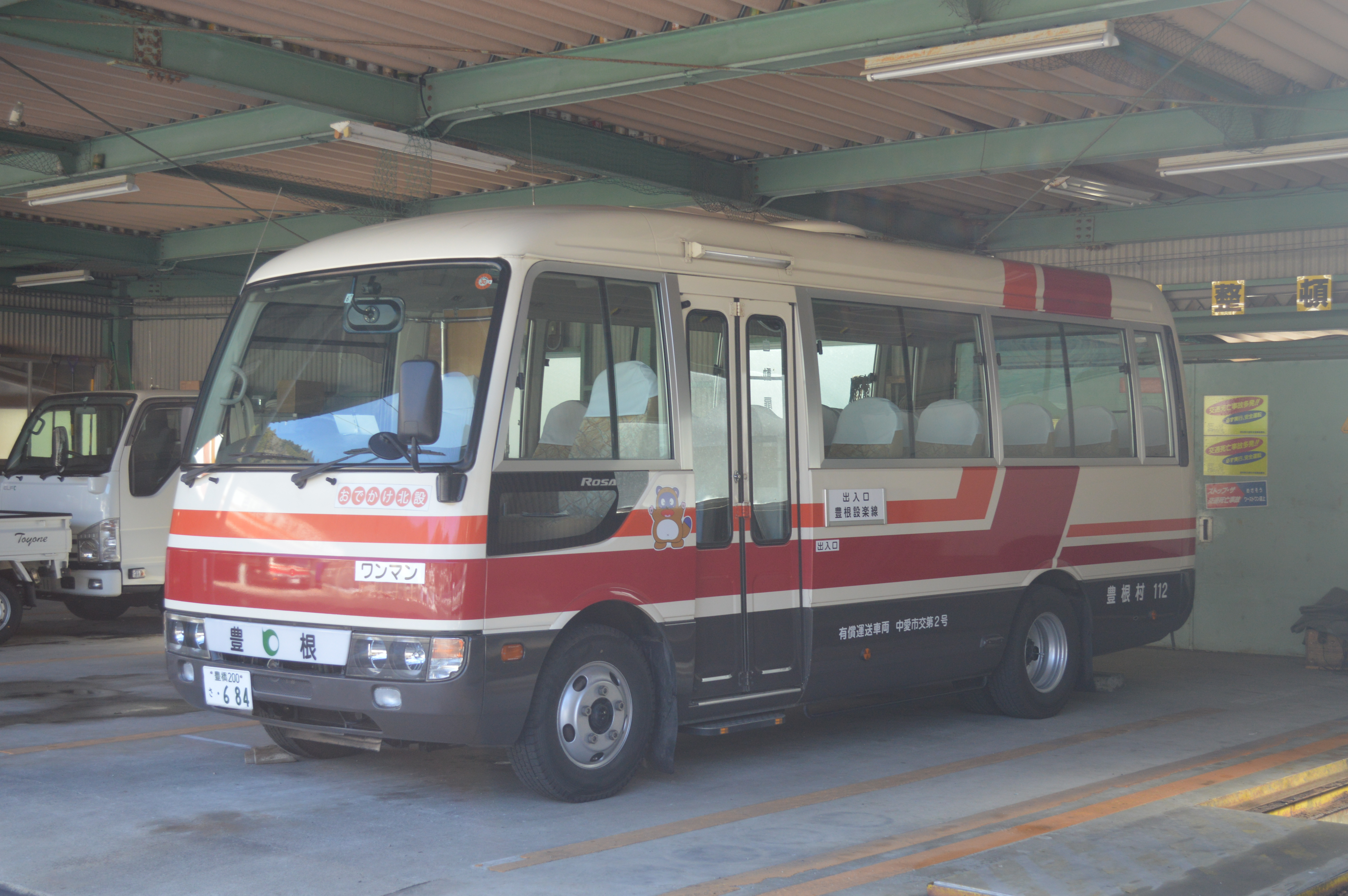
おでかけ北設

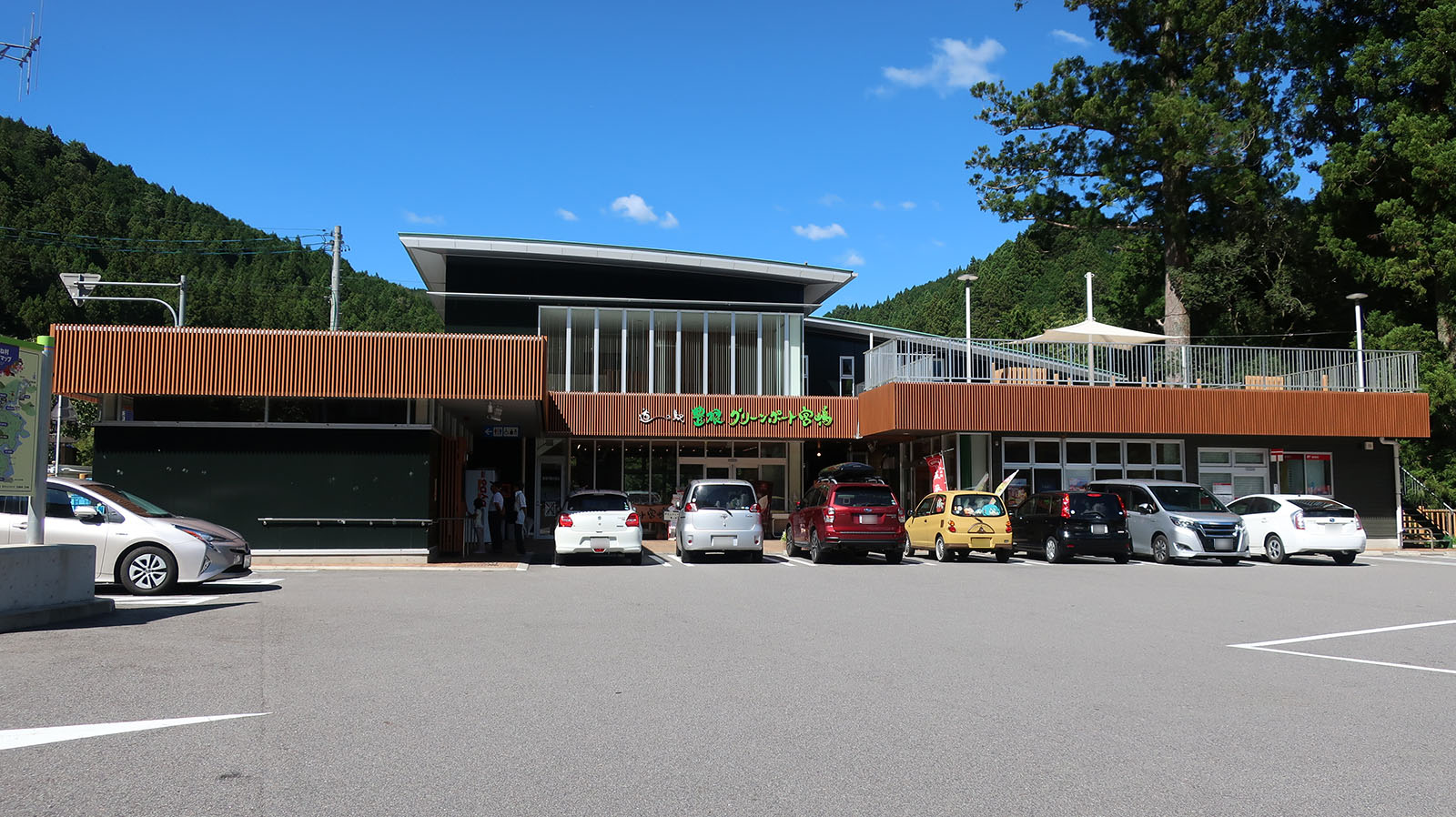
道の駅豊根グリーンポート宮嶋

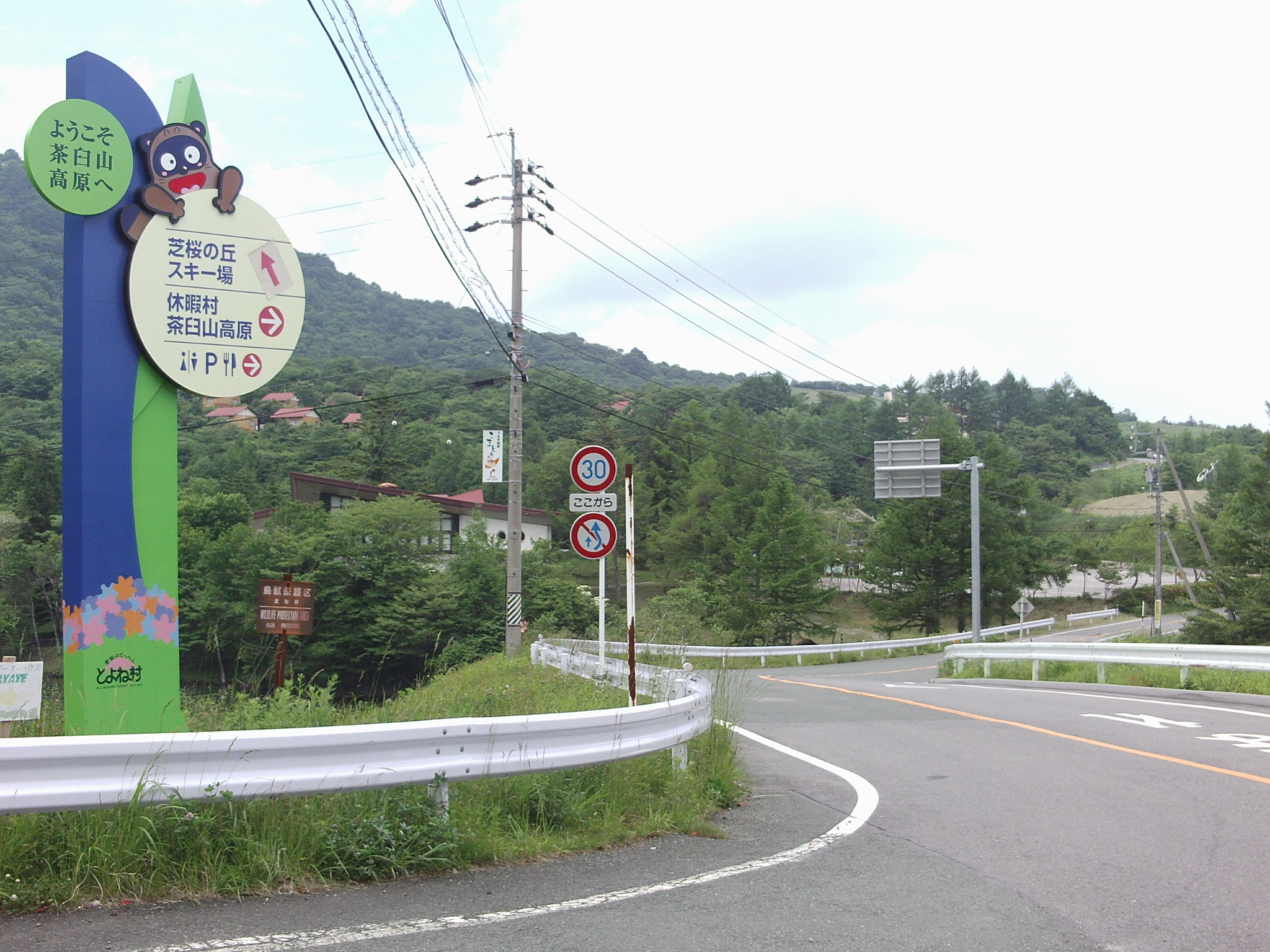
茶臼山高原道路

### 鉄道
村内に鉄道は走っていない。なお、佐久間ダム完成前まで、天竜川左岸の静岡県磐田郡佐久間村（現・浜松市天竜区）に国鉄飯田線豊根口駅があり、南東部の分地地区への玄関となっていた。
村役場の最寄り駅はJR東海飯田線東栄駅であり、東栄駅からは豊根村中心部に向かって東栄町営バスと豊根村営バスが運行されている。
富山地区の最寄り駅は飯田線大嵐駅であり、大嵐駅自体は浜松市天竜区にあるものの、駅前の鷹巣橋を渡ると富山地区に入る。

### バス

#### 路線バス
- おでかけ北設（東栄町営バス、豊根村営バス）

### 道路

#### 国道
国道151号（別所街道）

#### 県道
主要地方道
- 愛知県道1号飯田富山佐久間線
- 愛知県道74号阿南東栄線

一般県道
- 愛知県道426号津具大嵐停車場線
- 愛知県道428号古真立津具線
- 愛知県道429号古真立佐久間線
- 愛知県道506号茶臼山線
- 愛知県道507号茶臼山高原設楽線（茶臼山高原道路）

### 道の駅
- 道の駅豊根グリーンポート宮嶋

### ナンバープレート
- 車検証の住所（使用者）が本村の自動車には、豊橋ナンバーが交付される。

## 観光

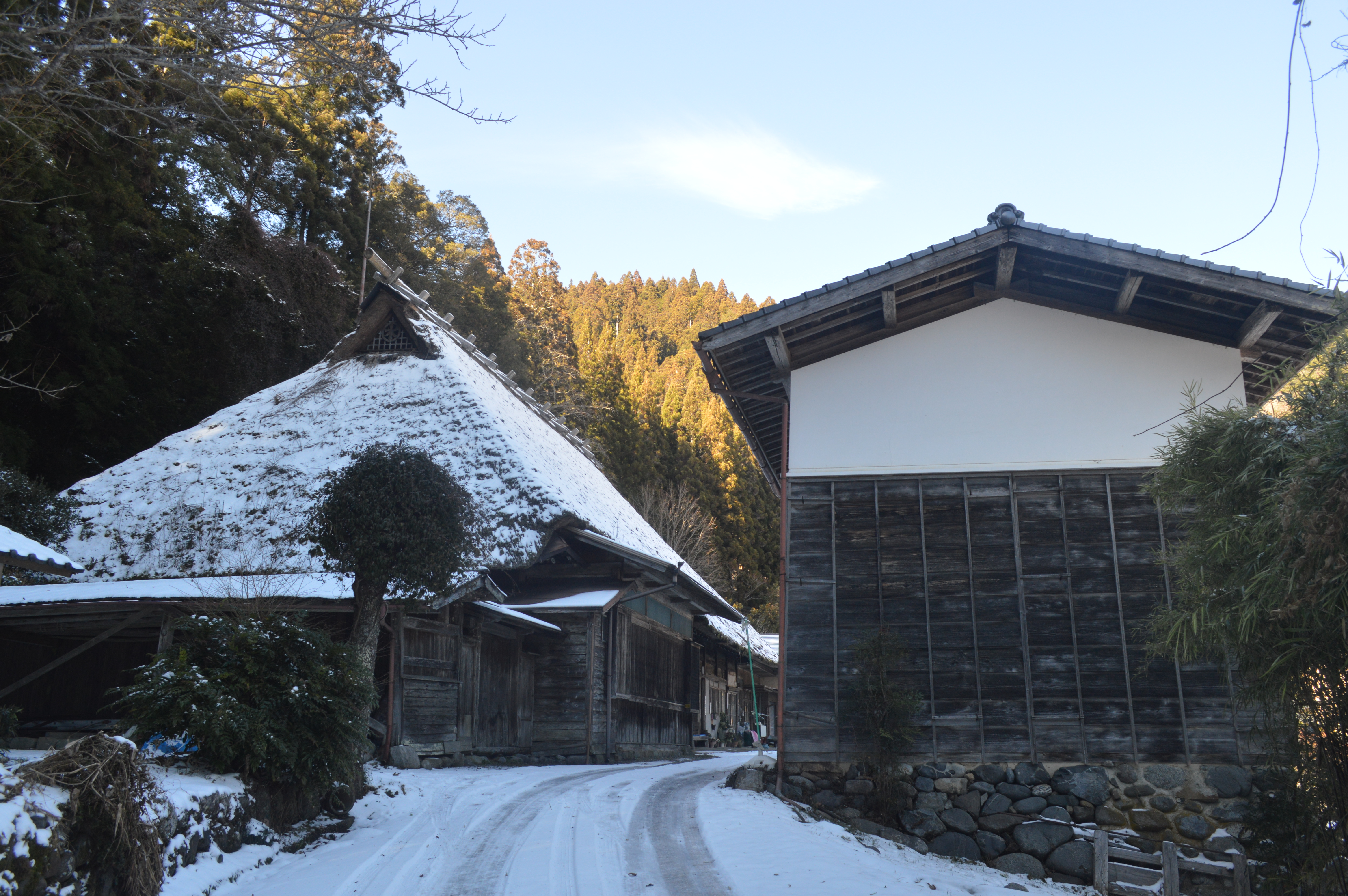
重要文化財の熊谷家住宅

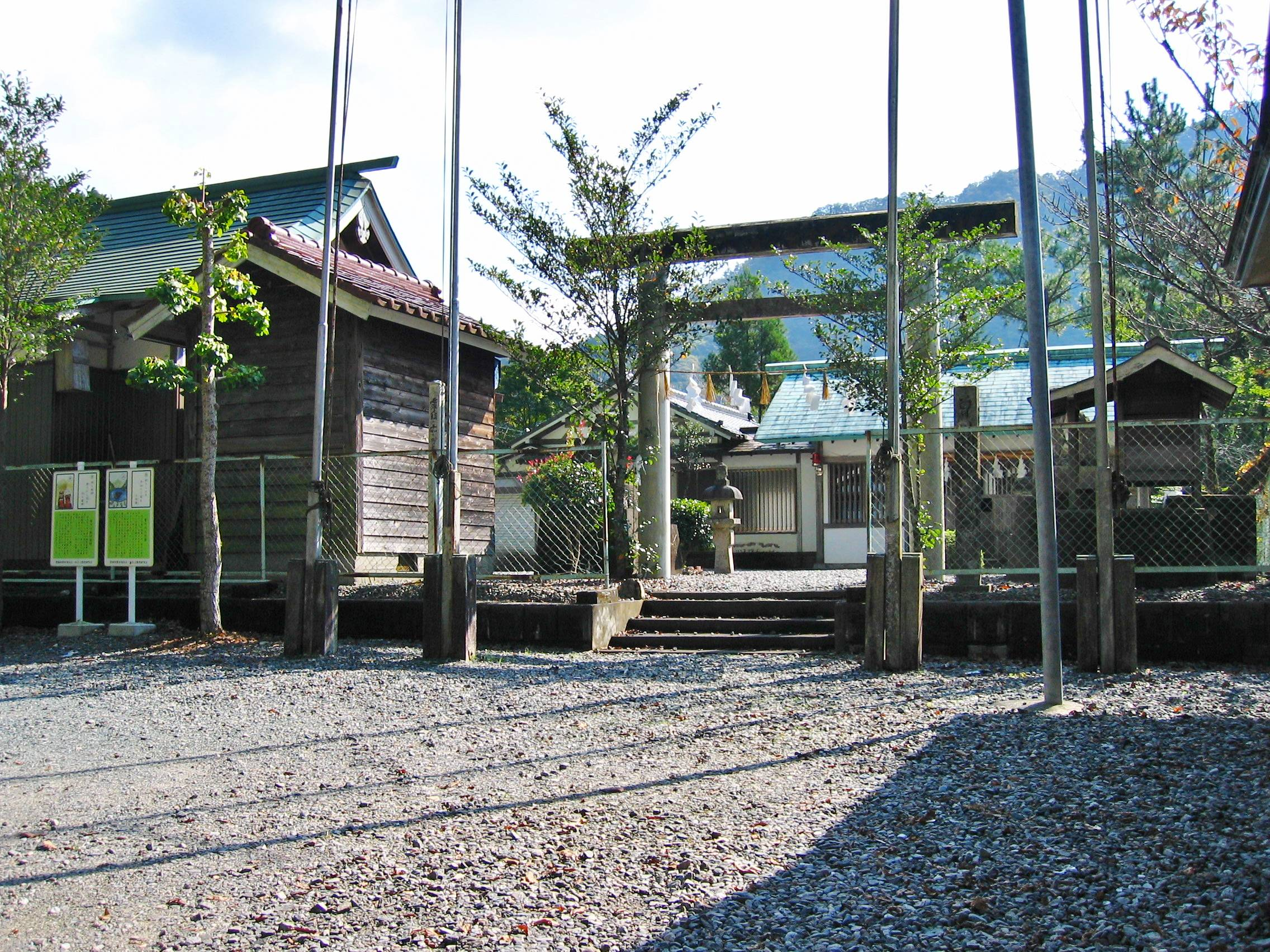
御池神社

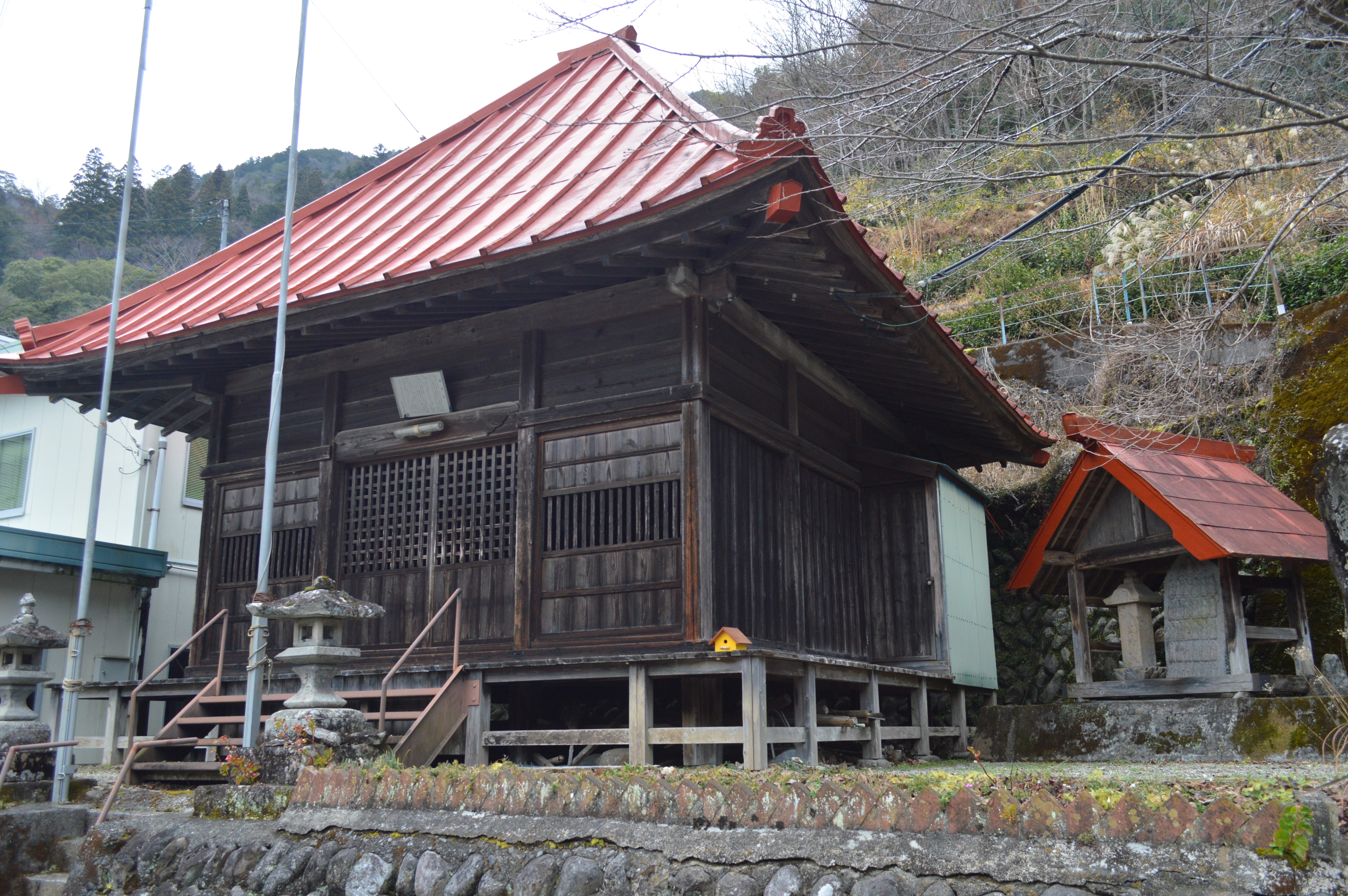
熊野神社観音堂

### 名所・旧跡
史跡
- 黒川城跡
- 熊谷家住宅（熊谷屋敷） - 国の重要文化財。

寺院
- 壱登寺 - 富山市原付近
- 桂昌院 - 長澤山桂昌院
- 仁親寺 - 滝嵓山仁親寺
- 龍谷寺 - 天龍山龍谷寺

神社
- 御池神社
- 川宇連神社 - 神社前に尹良親王の銅像が立つ。
- 熊野神社 - 富山地区に観音堂がある。
- 清水神社
- 津島神社
- 山住神社

### 観光スポット

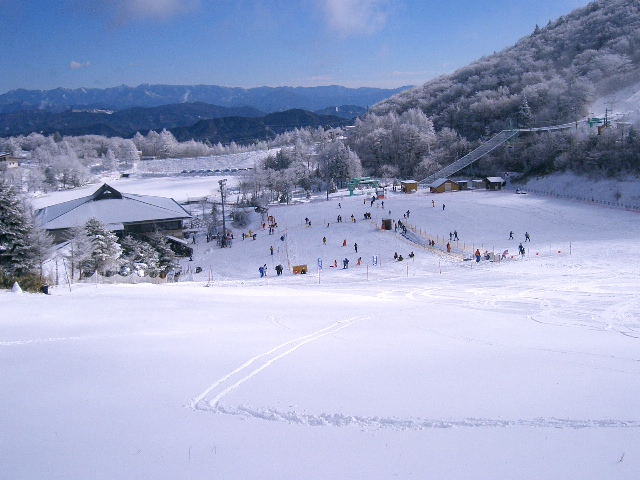
茶臼山高原スキー場

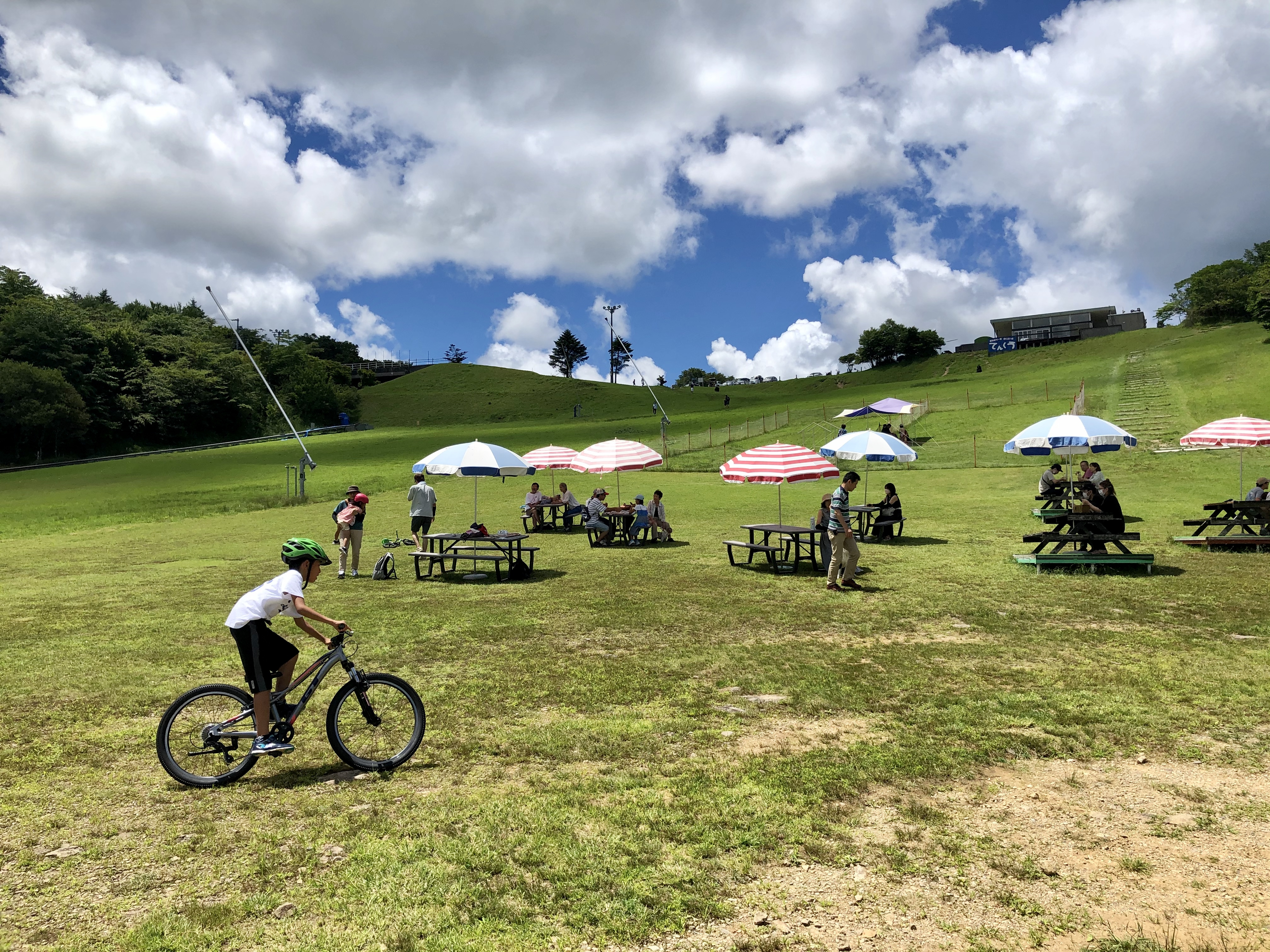
茶臼山高原

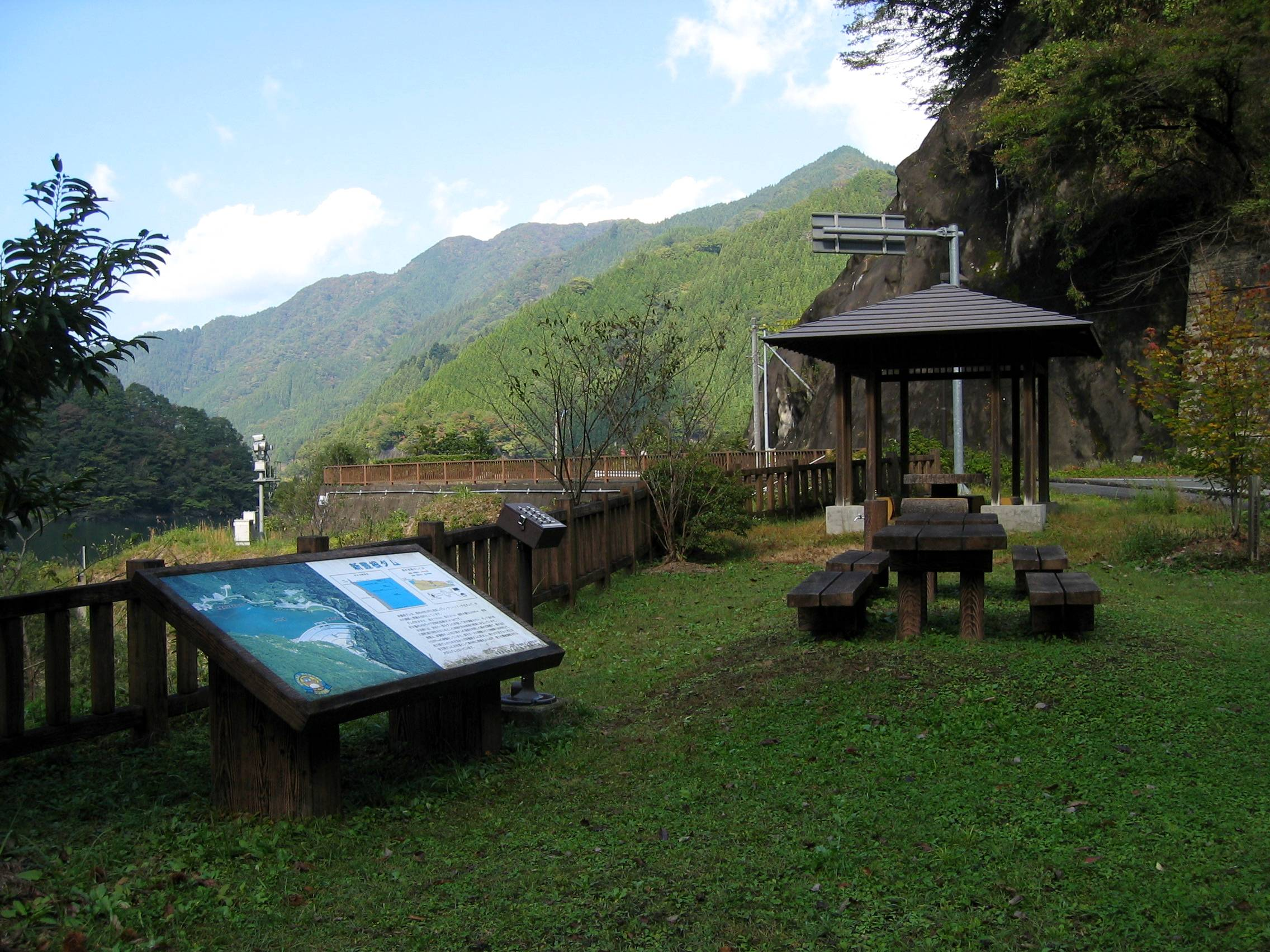
みどり湖

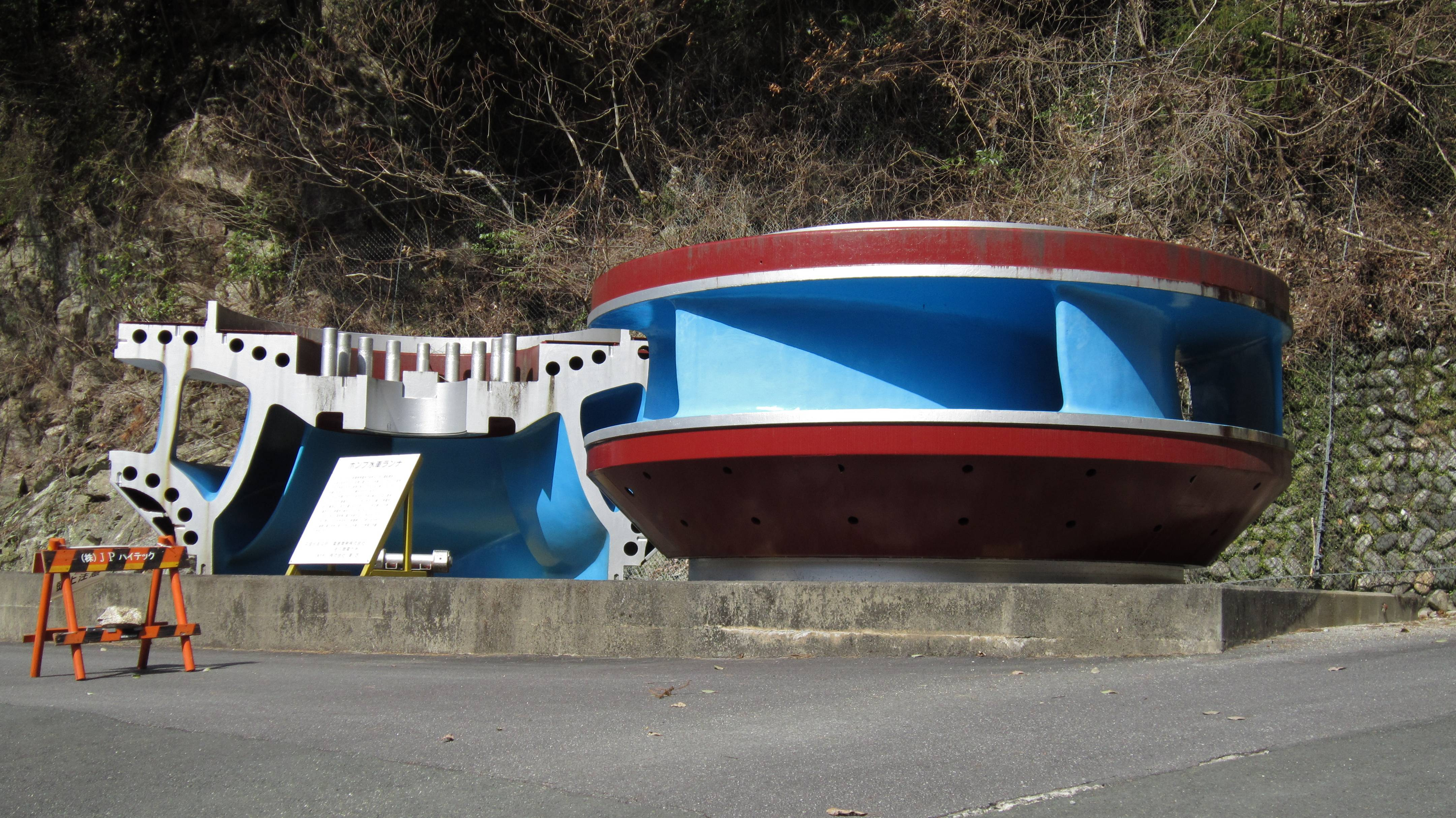
豊根発電所のフランシス水車のモニュメント

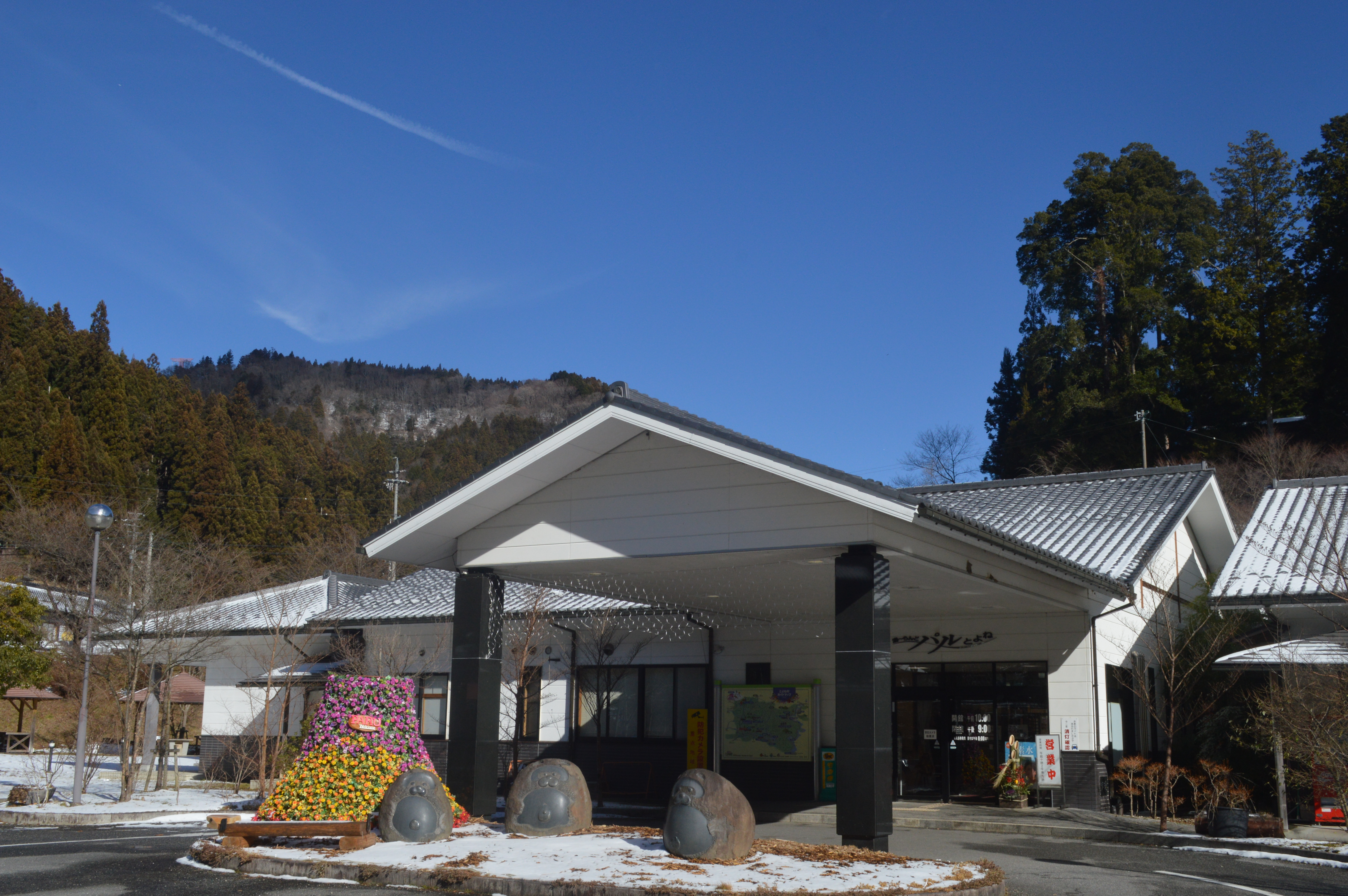
湯〜らんどパルとよね

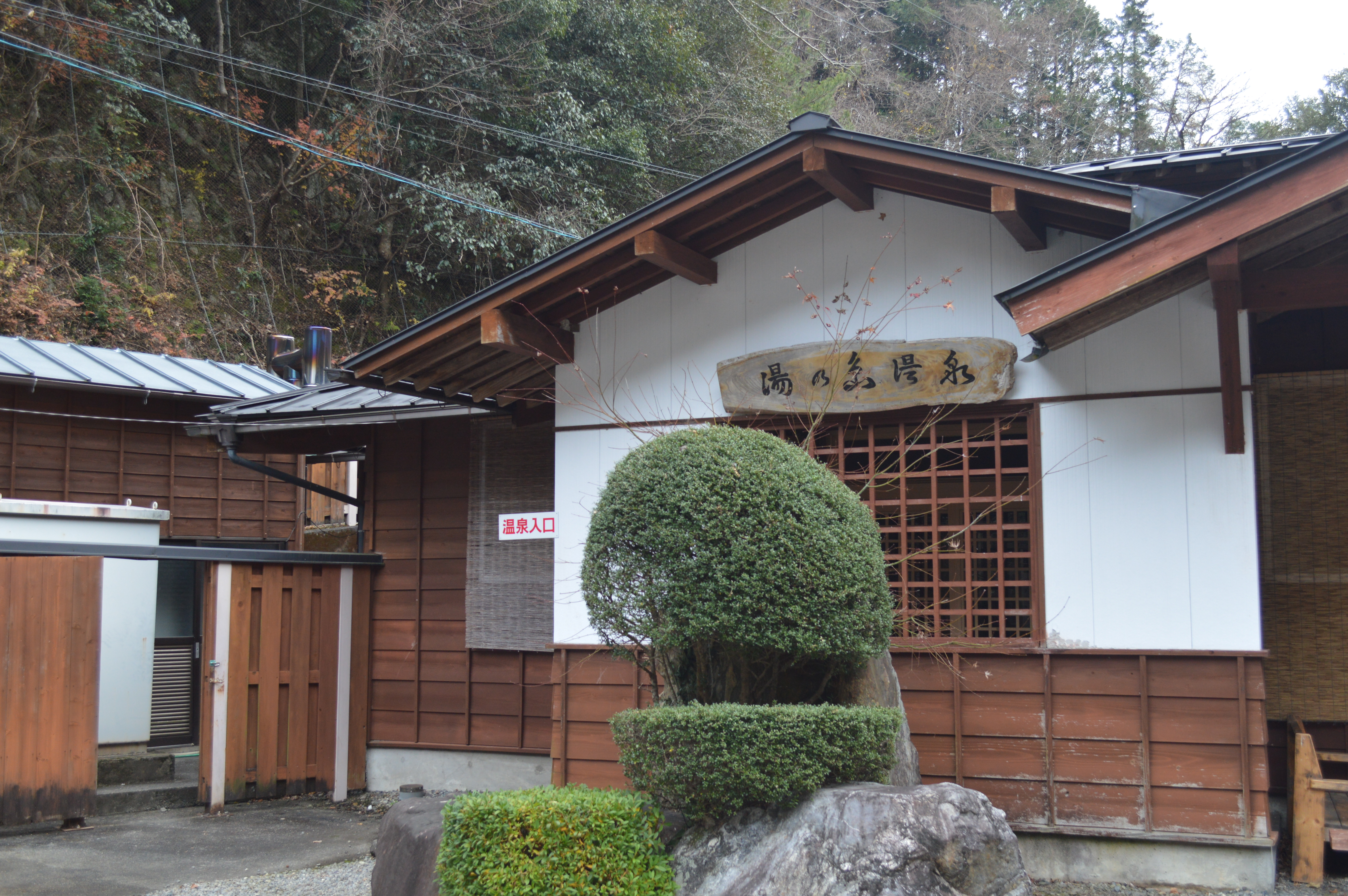
湯の島温泉

自然
- 茶臼山高原
  - 休暇村茶臼山高原
  - 茶臼山 高原の美術館
  - 茶臼山高原スキー場
  - 恋人の聖地 芝桜の丘
  - 湯〜らんどパルとよね
- 八嶽山
- 大入渓谷
  - 漆島川
- みどり湖（新豊根ダム湖）

建築
- 豊根大橋
- 豊根発電所フランシス水車

レジャー
- バンガロー村「古里とみやま」
- とよねランドオートキャンプ村

文化施設
- 生涯学習・みんなの森大学
- 豊根村民俗館
- とみやま来富館
- 豊根村教育文化センター･森遊館

温泉
- 兎鹿嶋温泉
- 湯の島温泉

## 文化・名物

### 祭事・催事
- 花祭（重要無形民俗文化財）
- 念仏踊り
- とよね祭り

### 団体
- ほの国東三河ロケ応援団

## 出身関連著名人

### ゆかりのある人物
- 尹良親王 - 南朝の皇族であり南朝の征夷大将軍。川宇連神社前に親王の銅像が立つ[9]。